# التأثير المسيحي على الحضارة الإسلامية

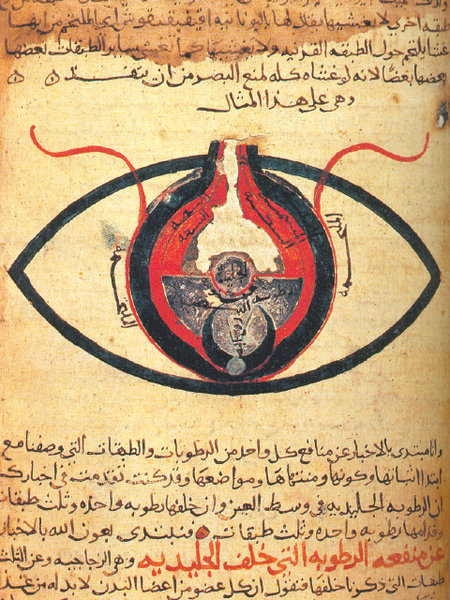
تشريح العين لحُنين بن إسحق من كتابه المسائل في العين: وهو من أبرز علماء العصر الذهبي للإسلام المسيحيين.

يعود التأثير المسيحي على الحضارة الإسلامية والتفاعل الحضاري بين المسيحيّين في ديار الإسلام والمسلمين إلى بداية نشأة الحضارة الإسلامية، حيث كان المسيحيُّون آنذاك من أصحاب العلم والنُفُوذ والشأن وتساهل العديد من الخُلفاء مع أهل الذمَّة لِدرجةٍ كبيرة، فقدَّموهم في الوظائف ممَّا جعلهم يستأثرون بِالنُفُوذ في الدولة الإسلامية، فاقتنوا الأرزاق والأموال ما مكَّنهم من العيش بِرغد، وبنوا الكثير من الكنائس والأديرة. كان لِلمسيحيين العرب في الشَّام والعراق ومصر، إلى جانب المسيحيين الآشوريين والسُريان والأرمن والروم المُستعربين أو المُتحدثين بِالعربيَّة والمستعربين دورٌ كبير في بناء الحضارة الإسلاميَّة، حيث قدم المسيحيون تعلم اليونانية إلى المُسلمين. وساهم مسيحيو الشرق (خاصةً المسيحيون النساطرة) في الحضارة العربية الإسلامية خلال الفترة الأموية والعباسية من خلال ترجمة أعمال الفلاسفة اليونانيين إلى اللغة السريانية وبعد ذلك إلى اللغة العربية،  كما برعوا في الفلسفة والعلوم واللاهوت والطب.
لعب المسيحيون دورًا مهمًّا في ظل الدولة الإسلامية حيث برزت مساهمة القبائل المسيحية إبان الفتوحات العربية، وفي تثبيت أركان الحكم، وبقيت مجتمعات مسيحية على دينها مثل أقباط مصر، وموارنة لبنان، وتغالبة الجزيرة، وكان مسيحيو الشام من القبائل التغلبية يشكلون سندًا للأمويين في الجيش، وفي الأسطول
اعتمدت الدولة الإسلامية على المسيحيين في إدارة الدولة ودواوينها، فقد كان للمسيحيين العرب دور بارز في العصر الأموي، في إنشاء الدواوين،  فاستفاد الأمويون والعباسيون منهم في تعريب الدواوين والإدارة وأبقوهم على رأس وظائفهم؛ وكذلك فعل الفاطميون في مصر، ولم يقتصر الأمر على موظفي الإدارة، بل تعداه إلى الوظائف الكبيرة في الدولة، فقد عمل السريان اليعاقبة والنساطرة خلال العصر العباسي في الترجمة والعلوم والفلك والطب فاعتمد عليهم الخلفاء.
كان المسيحيون خاصًة الأرمن واليونانيين عماد النخبة المثقفة والثرية في عهد الدولة العثمانية،  وكانوا أكثر الجماعات الدينية تعليمًا، وفي أواخر العصر العُثماني برز أعلامٌ مسيحيُّون كان لهم الفضل في إحياء اللُغة العربيَّة التُراثيَّة (عربيَّة قُريش) وتبسيطها وإدخال بعض التعديلات عليها، فكان أن وُلدت اللُغة العربيَّة الفُصحى المُعاصرة المُستخدمة في المُؤلفات المكتوبة وفي الإعلام المنطوق، ومن هؤلاء: الشيخ ناصيف اليازجي وابنه إبراهيم اليازجي والمُعلِّم بُطرس البُستاني. وقاد المسيحيون النهضة القومية العربية،  وقد انتقل بعض هؤلاء المفكرين ذوي الأغلبية المسيحية من سوريا ولبنان إلى القاهرة والإسكندرية التي كانت في ظل الخديوي إسماعيل المكان الأكثر انفتاحًا في الدولة العثمانية؛ كذلك فقد استقر بعض هؤلاء في المهجر،  لقد أطلق هؤلاء المسيحيون بصحفهم وجمعياتهم الأدبية والسياسية النهضة العربية في القرن التاسع عشر والتي سرعان ما اتسعت لتشمل أطياف المجتمع برمته. وقد سطع أيضًا نجم عدد وافر من الشخصيات المسيحية العربية في الوطن العربي والمهجر في مناصب سياسية واقتصادية بارزة.
تأثير المسيحية على بعض دول العالم اللإسلامي واضح من خلال انتشار ثقافتها الدينية؛ في أعيادها مثل عيد الفصح وعيد الميلاد كونها أيام عطل رسمية لعدد من الدول ذات الأغلبية المُسلمة،  وكون تقويمها؛ التقويم الميلادي هو التقويم الأكثر انتشارًا في بعض الدولة الإسلامية والتي تعتمد أيضاً يوم الأحد كيوم عطلة رسمية؛ ولا يزال للطوائف المسيحية، دور بارز غير منقطع في المجتمع الإسلامي والعربي، لعلّ أبرز مراحله النهضة العربية في القرن التاسع عشر. مسيحيّو الشرق الأوسط هم أغنياء نسبيًا، ومتعلمون، ومعتدلون سياسيًا،  ولهم اليوم دور فاعل في مختلف النواحي الاجتماعية والاقتصادية والسياسية. ويدير المسيحيون في العالم الإسلامي اليوم عددًا من المدارس ومراكز النشاط الاجتماعي والمستشفيات والجامعات، وتقدّم هذه المؤسسات مستوى عاليًا من الخدمات.

## التأثير

### على العمارة الإسلامية

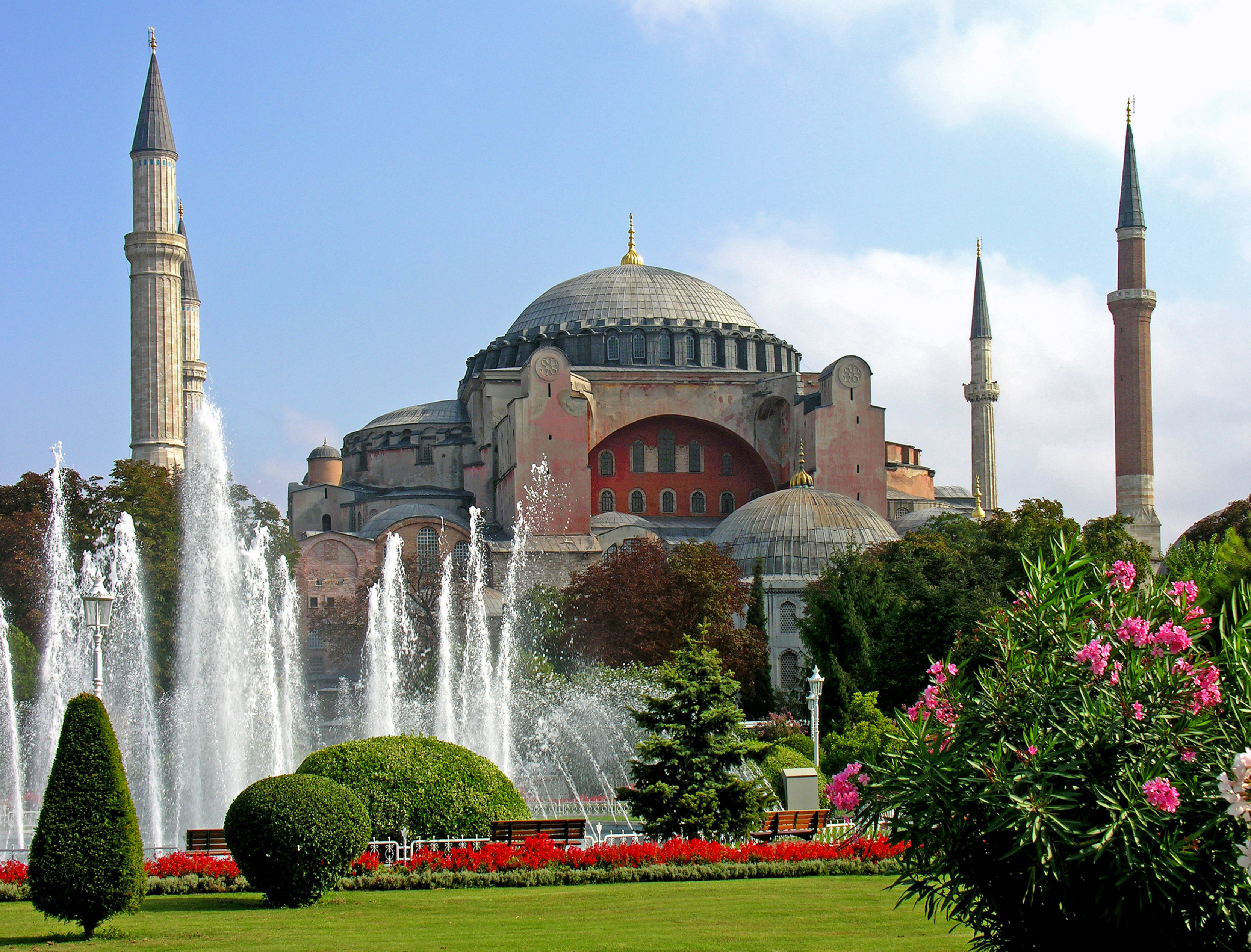
آيا صوفيا في إسطنبول: أيقونة للحضارة البيزنطية والحضارة المسيحيَّة الأرثوذكسيَّة. وشَكَّل نمط العمارة البيزنطيَّة لآيا صوفيا مصدر إلهام لبناء العديد من المساجد العثمانية.

من القرن الثامن إلى القرن الحادي عشر، تأثرت أنماط العمارة الإسلامية بتقاليد قديمة مختلفة من ضمنها الأساليب الرومانية والبيزنطية التي كانت سائدة بشكل خاص في العمارة الإسلامية المبكرة، وزودت مناطق الإمبراطورية البيزنطية المحتلة حديثًا (جنوب غرب الأناضول وبلاد الشام ومصر والمغرب الكبير) المهندسين المعماريين والبنائين والفسيفساء والحرفيين الآخرين للحكام الإسلاميين الجدد. دُرّب هؤلاء الحرفيون على العمارة البيزنطية والفنون الزخرفية، واستمروا في البناء والتصميم على الطراز البيزنطي، الذي تطور من العمارة الهلنستية والرومانية القديمة. ومن الأمثلة على ذلك قبة الصخرة (أواخر القرن السابع) في القدس، حيث أن تصميم المبنى مُستمد من العمارة البيزنطية ومن هيكل الكنيسة البيزنطية كرسي مريم التي بنيت بين عام 451 وعام 458 على الطريق بين القدس وبيت لحم. وصُمّم المبنى على غرار كنيسة القيامة المجاورة،  ووُظّفَ فنانون مسيحيون بيزنطيون لإنشاء فسيفساء متقنة على خلفية ذهبية. بالإضافة إلى مدرسة ضريح السلطان الناصر محمد في القاهرة والتي لها مدخل قوطي جُلبَ من عكا، وأُعيد استخدامه كغنيمة تذكارية. لا تزال المعالم المسيحية ظاهرة في الكاتدرائية المسيحية السابقة مدرسة الحلوية في حلب، والتي حولها نور الدين زنكي إلى مسجد على الأرجح. للمسجد الأقصى زخرفة منحوتة مأخوذة من الهياكل الصليبية للقرن الثاني عشر في أقواس الواجهة. وفقًا لفرضية وضعها جان سوفاجيه، فقد تبنى الأمويون الأنماط المعمارية لأديرة الرهبان المسيحيين والغساسنة في بناء قصورهم. بدأ تأثير الفن والعمارة القبطية على العمارة الإسلامية ودمج بعض السمات القبطية في البناء الإسلامي منذ القرن السابع الميلادي.
تأثر فن العمارة العباسية بالعمارة العراقية القديمة، خصوصًا الآشورية، وكذلك العمارة الفارسية. ولعل تصميم بغداد بشكل دائري له أربعة أبواب هو أحد أبرز أوجه التأثر بالعمارة الآشورية؛ إذ إن المدن التي بناها المسلمون سابقًا إما مربعة كالقاهرة، أو مستطيلة كالفسطاط، ومن العراق انتقل هذا النمط المعماري عن طريق الولاة والسلاطين إلى مصر وبلاد الشام.
لا يزال جامع بني أمية الكبير بدمشق والذي بُنيَ عام 715 على يد الخليفة الوليد بن عبد الملك،  في موقع بازيليك يوحنا المعمدان بعد الفتح الإسلامي لدمشق، يشبه إلى حد كبير البازيليكات المسيحية في القرنين السادس والسابع. حدثت بعض التعديلات لاحقاً، بما في ذلك توسيع الهيكل ليتناسب بشكل أفضل مع أسلوب الصلاة الإسلامي. صمم مسجد ابن طولون أحد المساجد الأثريّة الشهيرة في مدينة القاهرة، المهندس المعماري المسيحي القبطي البارز سعيد بن كاتب الفرغاني،  والذي صمم أيضاً مقياس النيل. بعد انتهاء حكم المسلمين في شبه الجزيرة الإيبيرية، استمرت العمارة المغربية ليس فقط في شمال إفريقيا ولكن أيضًا في أسلوب المدجنين في إسبانيا المسيحية،  حيث استخدموا تقنيات وتصميمات مغاربية وقاموا بتكييفها مع الاتجاهات الفنية المسيحية (الرومانسيكية والقوطية وعصر النهضة) التي تضمنت باعتبارها زخارف نافرة بعض التقنيات البنائية والأسلوبية التي قدمها أو طورها المسلمون في الأندلس.
بعد سقوط القسطنطينية، وجد العثمانيون مجموعة متنوعة من الكنائس المسيحية البيزنطية، كان أكبرها وأبرزها كاتدرائية آيا صوفيا السابقة والتي اعتُبرت رمزًا ثقافيًا ومعماريًا وأيقونة للحضارة البيزنطية والحضارة المسيحيَّة الأرثوذكسيَّة. شَكَّل نمط العمارة البيزنطيَّة لآيا صوفيا مصدر إلهام لبناء العديد من المساجد العثمانية الأخرى، بما في ذلك المسجد الأزرق ومسجد سليمان القانوني وجامع رستم باشا وجامع قلج علي باشا. وقام العثمانيون بتحويل كاتدرائية آيا صوفيا الأرثوذكسية ومقر بطريركية القسطنطينية المسكونية سابقاً إلى مسجد وقاموا بدمج عناصر معمارية بيزنطية في أعمالهم الخاصة مثل القباب. وكان هذا جزءًا من تحويل أماكن العبادة غير الإسلامية إلى مساجد.
خلال عصر الإمبراطورية البيزنطية بُنِيَت العديد من الحمامات العامة من أجل النظافة؛ وبُنيَت حمامات عامة كبيرة في المراكز الحضرية البيزنطية مثل القسطنطينية وأنطاكية وسالونيك،  واتّبعت هذه الحمامات الهيكليَّة الأصليَّة والنموذجيَّة للحمامات الرومانية، والتي كان فيها حمام ساخن في كل الغرف. لكن على خلاف الحمامات الرومانية بُنيَت أقسام منفصلة بين الرجال والنساء تأثّرًا بالأخلاقيات المسيحيَّة. اعتمدت الحمامات العثمانية والتركية والمغربية لاحقاً تقنيات الاستحمام المستخدمة في الحمامات الرومانية والبيزنطيَّة والفصل بين الجنسين.

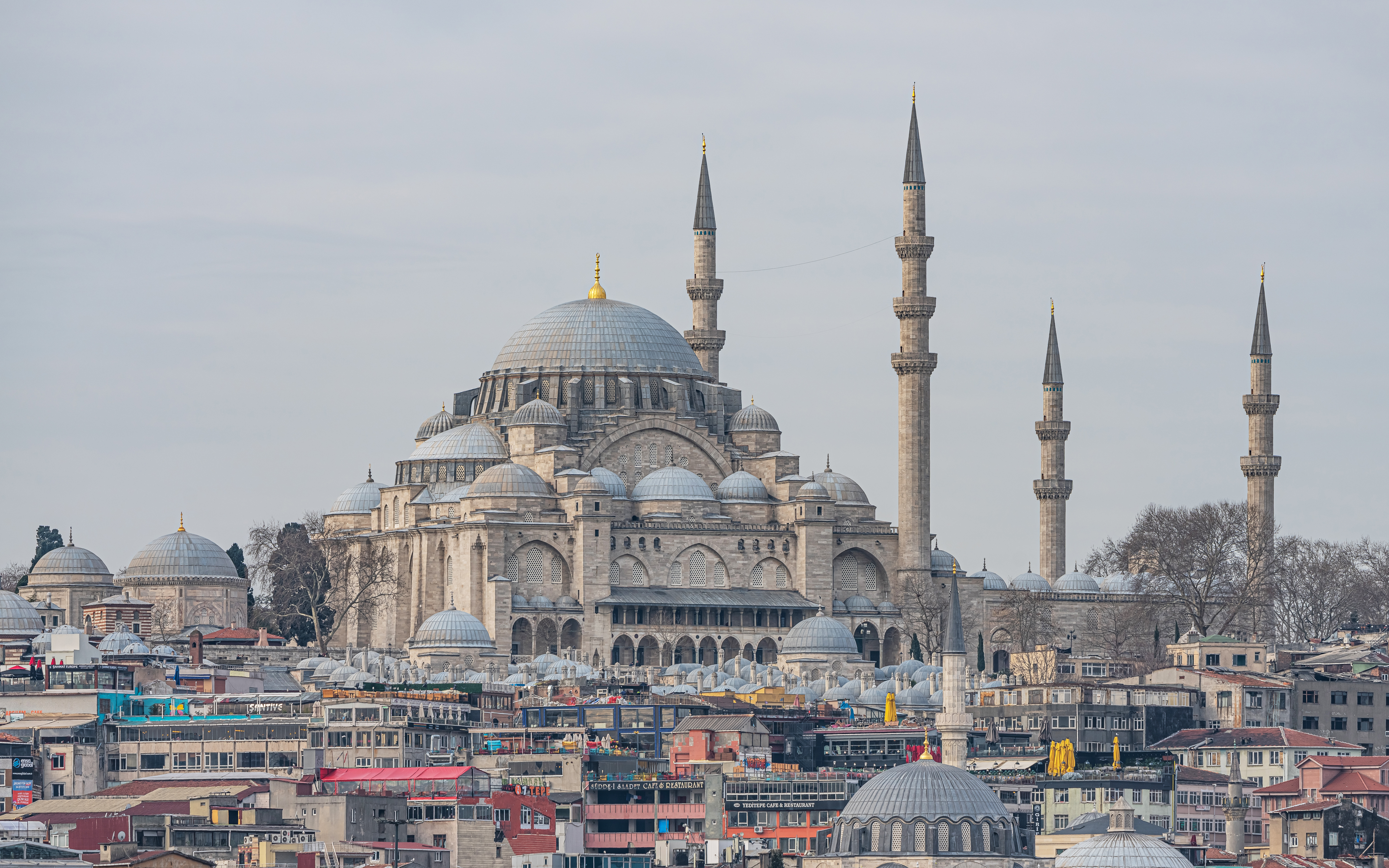
شَكَّل نمط العمارة البيزنطيَّة لكاتدرائية آيا صوفيا السابقة مصدر إلهام لبناء مسجد سليمان القانوني في إسطنبول.
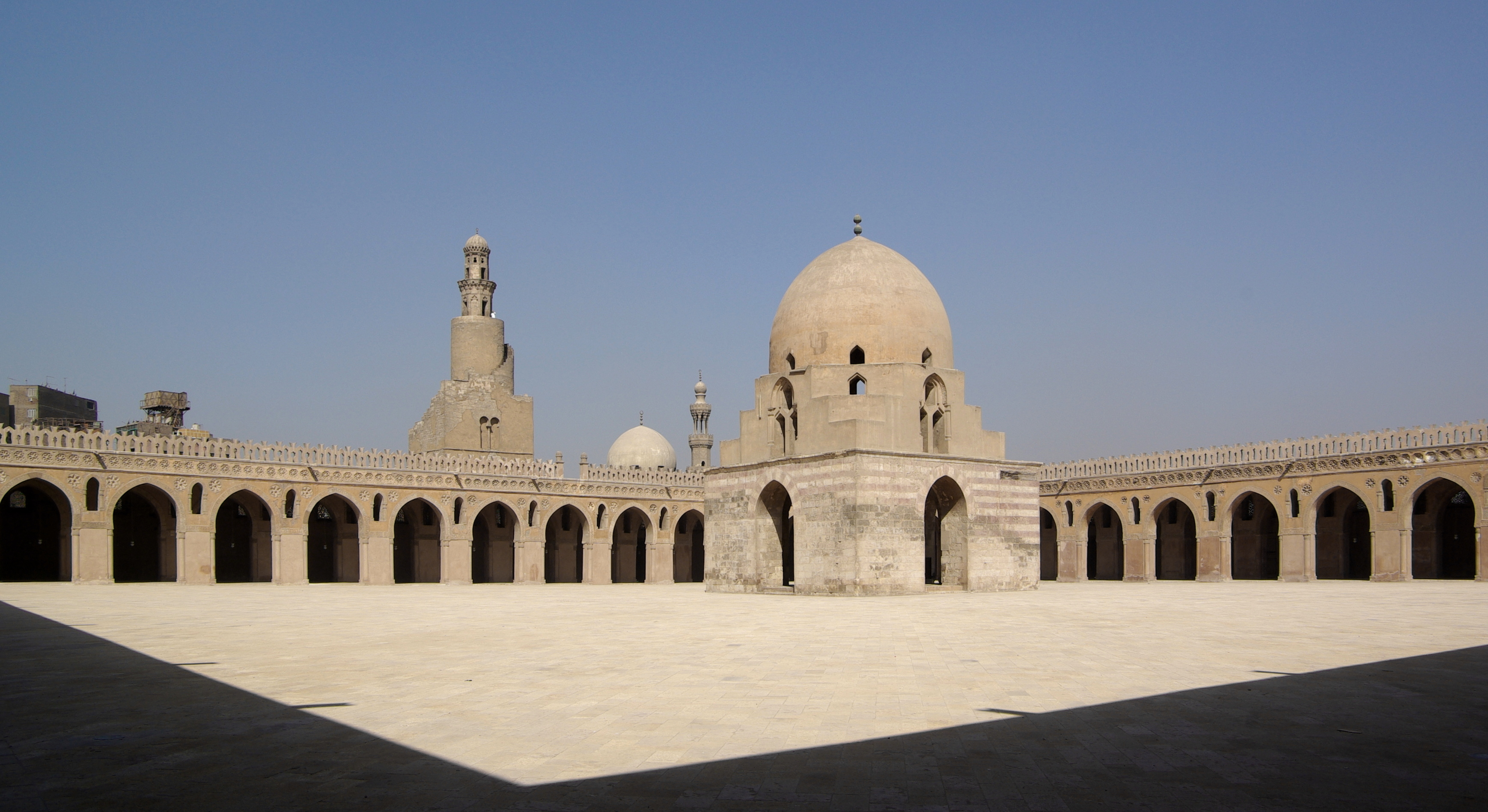
صمم المهندس القبطي سعيد بن كاتب الفرغاني مسجد ابن طولون في القاهرة.
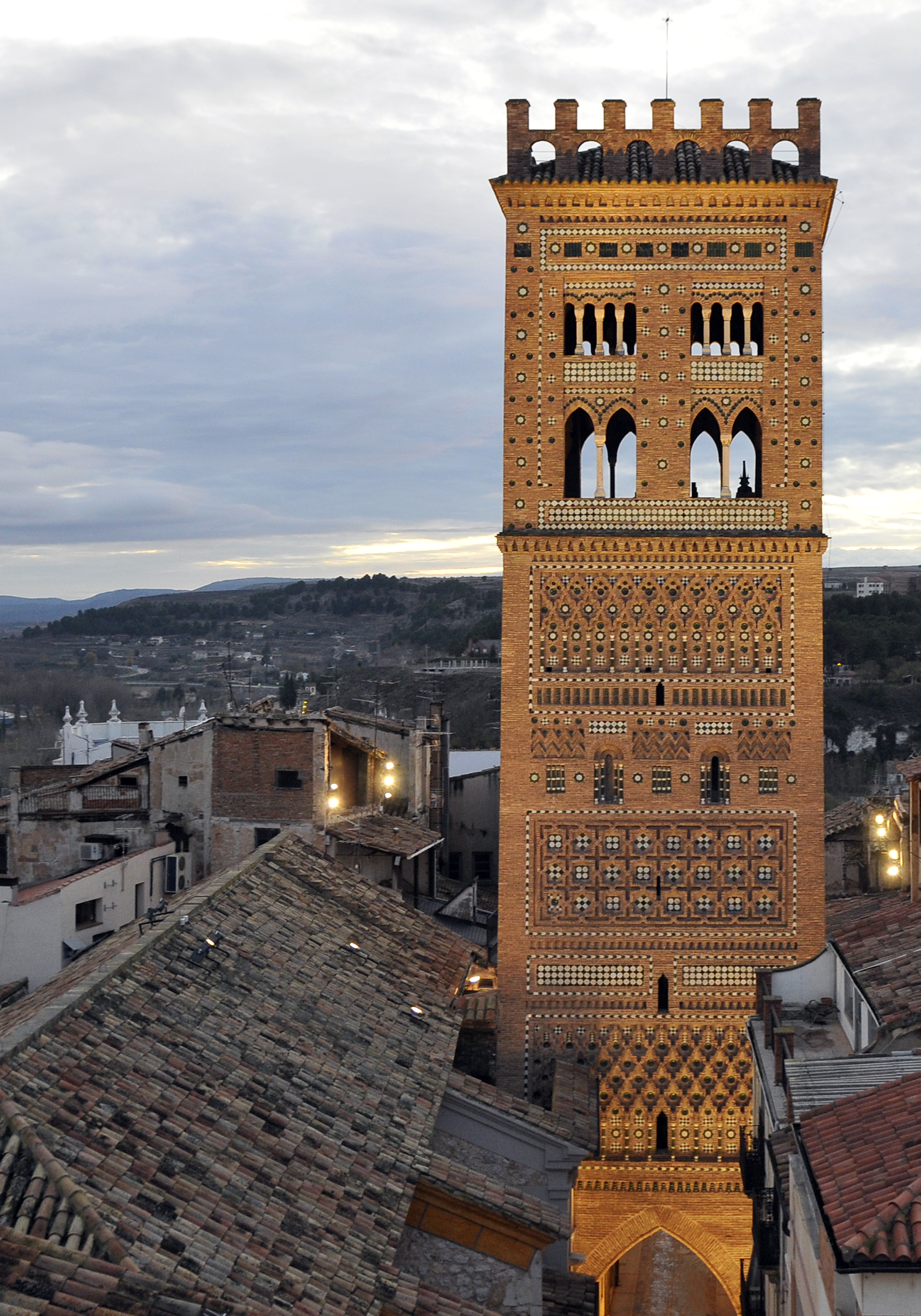
كنيسة سان سلفادور في طرويل بإسبانيا، ومبنية على طراز عمارة المُدَجَّنِين.
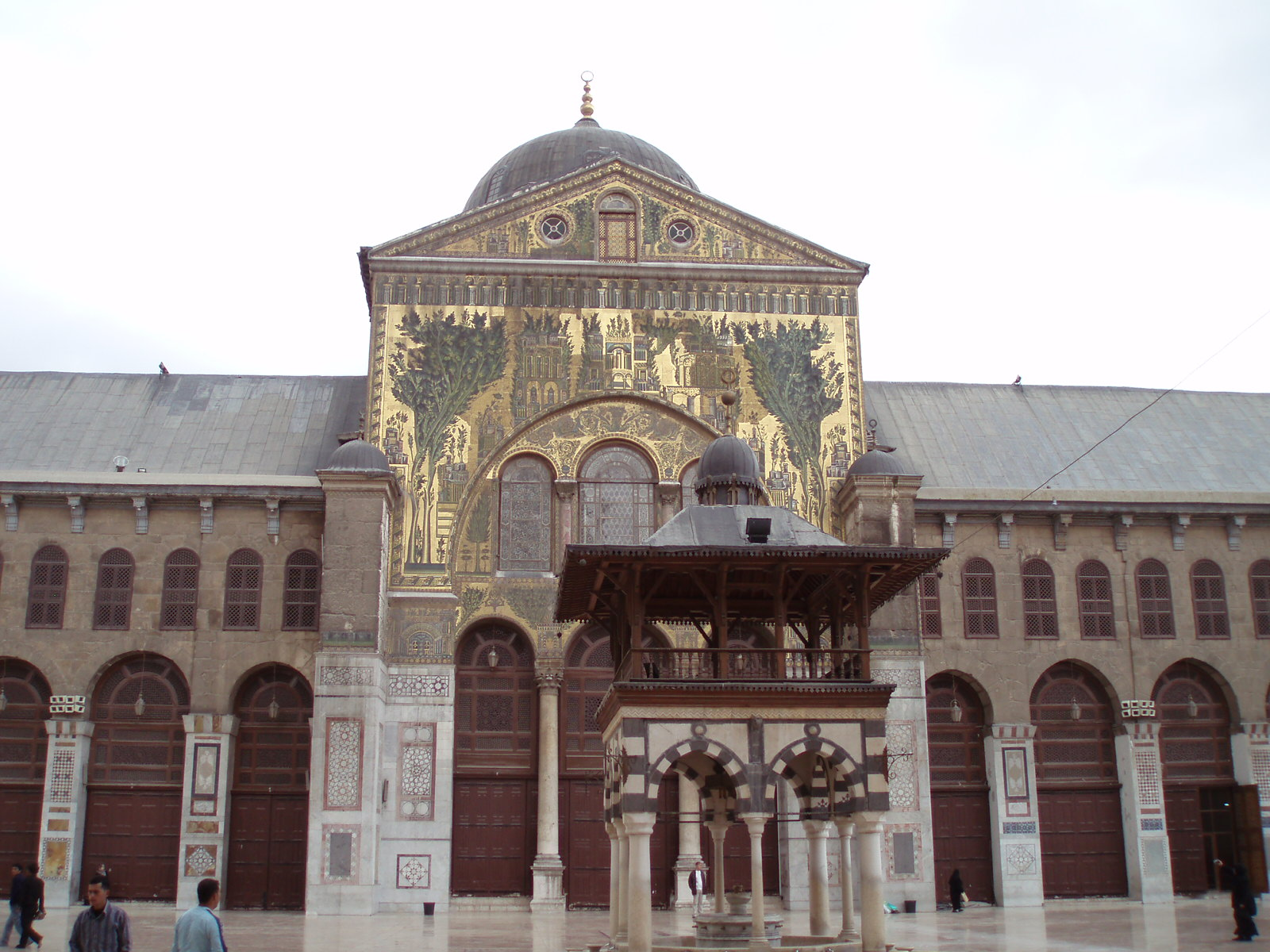
فسيفساء جامع بني أمية الكبير، ويظهر فيه التأثير المعماري البيزنطي.
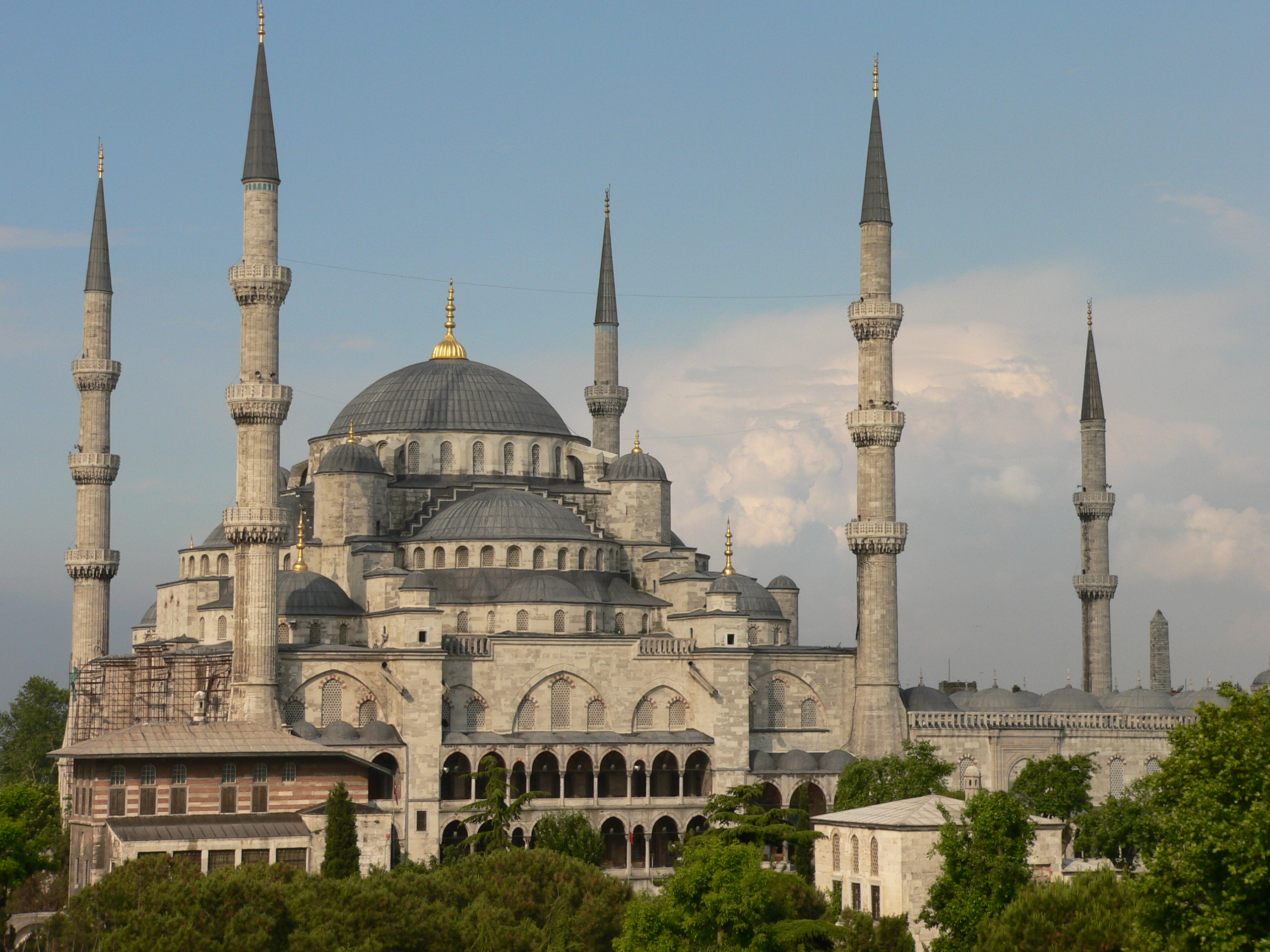
جامع السلطان أحمد في إسطنبول: أحد مواقع التراث العالمي ومثال على فترة الطراز الكلاسيكي للعمارة العثمانية، ويظهر التأثير البيزنطي.

### على الفن الإسلامي

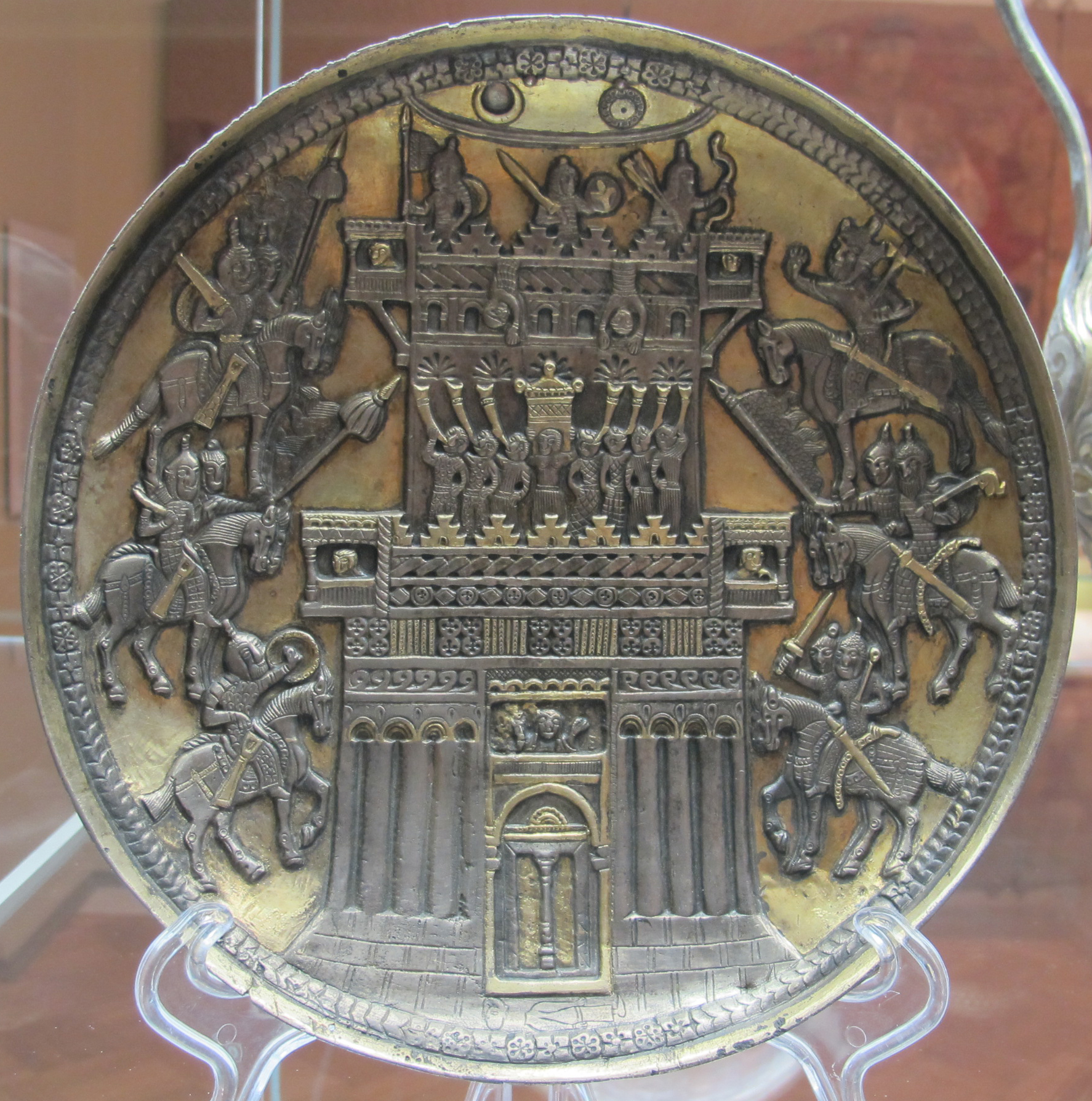
لوحة أنيكوفا، تُظهر معركة أريحا. من المحتمل أنها من صناعة المجتمع المسيحي النسطوري الصغدياني في آسيا الوسطى.

لقد تأثر وأثرًّ الفن والثقافة الإسلامية بالفن والثقافة المسيحية من القرن الثامن إلى القرن التاسع عشر. تلقت بعض الفنون ذلك التأثير بقوة، ولا سيَّما العمارة الدينية في العصور البيزنطية والعصور الوسطى. خلال هذه الفترة، تباينت الحدود بين العالم المسيحي والعالم الإسلامي كثيرًا مما أدى في بعض الحالات إلى تبادل السكان والممارسات الفنية والتقنيات المقابلة. علاوة على ذلك، كانت للحضارتين علاقات منتظمة من خلال الدبلوماسية والتجارة التي سهلت التبادلات الثقافية. في العالم الإسلامي ظل إنتاج الزجاج تخصصًا يهوديًا طوال هذه الفترة وكان نحت العاج على الصناديق والتطعيمات الخشبية صناعة قبطية مزدهرة،  واستمر تأثير الفن المسيحي، كما في مصر القبطية، خلال القرون السابقة، مع الحفاظ على بعض الاتصالات مع أوروبا. خارج العالم الإسلامي، كانت أهم نقاط الاتصال الأولية بين الغرب اللاتيني والعالم الإسلامي من وجهة نظر فنية هي جنوب إيطاليا وصقلية وشبه الجزيرة الأيبيرية، حيث كان كلاهما يضم عددًا كبيرًا من السكان المسلمين. في وقت لاحق، كانت الجمهوريات البحرية الإيطالية مهمة في تجارة الأعمال الفنية الدينية. يبدو أن الفن الإسلامي كان له تأثير ضئيل نسبيًا في الحروب الصليبية حتى على الفن الصليبي للدول الصليبيَّة، على الرغم من أنه قد يكون حفز الرغبة في الواردات الإسلامية بين الصليبيين العائدين إلى أوروبا.
يُمكن العثور على الزخارف الكريستولوجية في أعمال نظامي الكنجوي وجلال الدين الرومي وآخرين. وفقاً للباحث توماس دبليو أرنولد طبق الفنانون المسلمون الأنماط المسيحية على فن الأيقونات، حيث يتشابه تصوير ولادة النبي محمد في جامع التواريخ للمؤرخ رشيد الدين فضل الله الهمذاني مع تصوير ميلاد يسوع في الفن المسيحي التقليدي،  وتتطابق رسمة الملائكة التي تحوم فوق أم النبي محمد، مع موضوعات من الفن المسيحي، في حين يتطابق تصوير النساء الثلاث اللاتي أتين لزيارة الأم، مع تصوير رواية المجوس الثلاثة الإنجيلية. تتميز بعض القطع النحاسية الأيوبية الباقية بمشاهد من الإنجيل وصور لمريم العذراء مع الطفل يسوع. وتتجلى الإشارات إلى البشارة ومعمودية يسوع في الآثار البقية، حيث صُورت مريم العذراء وفقًا لتصويرها في الفن البيزنطي. كما توحي اللوحات الجدارية لقصر المختار بمدينة سامراء، المرسومة بين عام 836 وعام 883، بالحرفة المسيحية بسبب تصوير رجال الدين المسيحيين من كنيسة المشرق وتوقيعات الفنانين المسيحيين.
بدأ تأثير الفن والعمارة القبطيان على العمارة الإسلامية ودمج بعض السمات القبطية في البناء الإسلامي وفي صناعة النسيج المصري منذ القرن السابع الميلادي. يُشير المؤرخ روبرت هيلينبراند إلى أن الفن السرياني والآشوري المسيحي في بلاد الشام والعراق وبلاد فارس ترك بصمات واضحة على مختلف المخطوطات والمنمنات العربية والفارسية التي أنجزت خلال العصر الذهبي للإسلام وخلال القرن الثالث عشر الميلادي ولا سيما في نصفه الثاني منه حينما كانت البلاد الإسلامية ترزح تحت السيطرة المغول،  وقد استقى الفنانون في الدولة العباسية كثيرًا من مهاراتهم الفنية من أساتذتهم السريان ومن نتاجاتهم. ووفقاً للباحث سمير عبده أثر نشاط السريان في الفن الإسلامي بشكل واضح، فطراز المباني الدينية عند المسلمين يشبه النمط السرياني والقبطي. هناك أدلة على اقتراض ثقافي بين المستعربين النصارى والمسلمين في الأندلس، وكان تبني المسلمين للتقويم الشمسي المسيحي والأعياد المسيحية ظاهرة أندلسية حصرية،  وأنتج المستعربون المسيحيون فن وثقافة دمج فيها الفن المسيحي والقوطي والأندلسي. بعد انتهاء الحكم الإسلامي في إسبانيا والبرتغال، استمرت تقاليد العمارة المغربية في شمال إفريقيا وكذلك في أسلوب المدجنين في إسبانيا، والتي استفادت من تقنيات وتصميمات مغاربية وتكيفت مع الفن المسيحي. ولعب أرمن بلاد فارس دوراً هاماً في صناعة وتجارة السجاد الفارسي خصوصاً خلال عصر الدولة الصفوية.

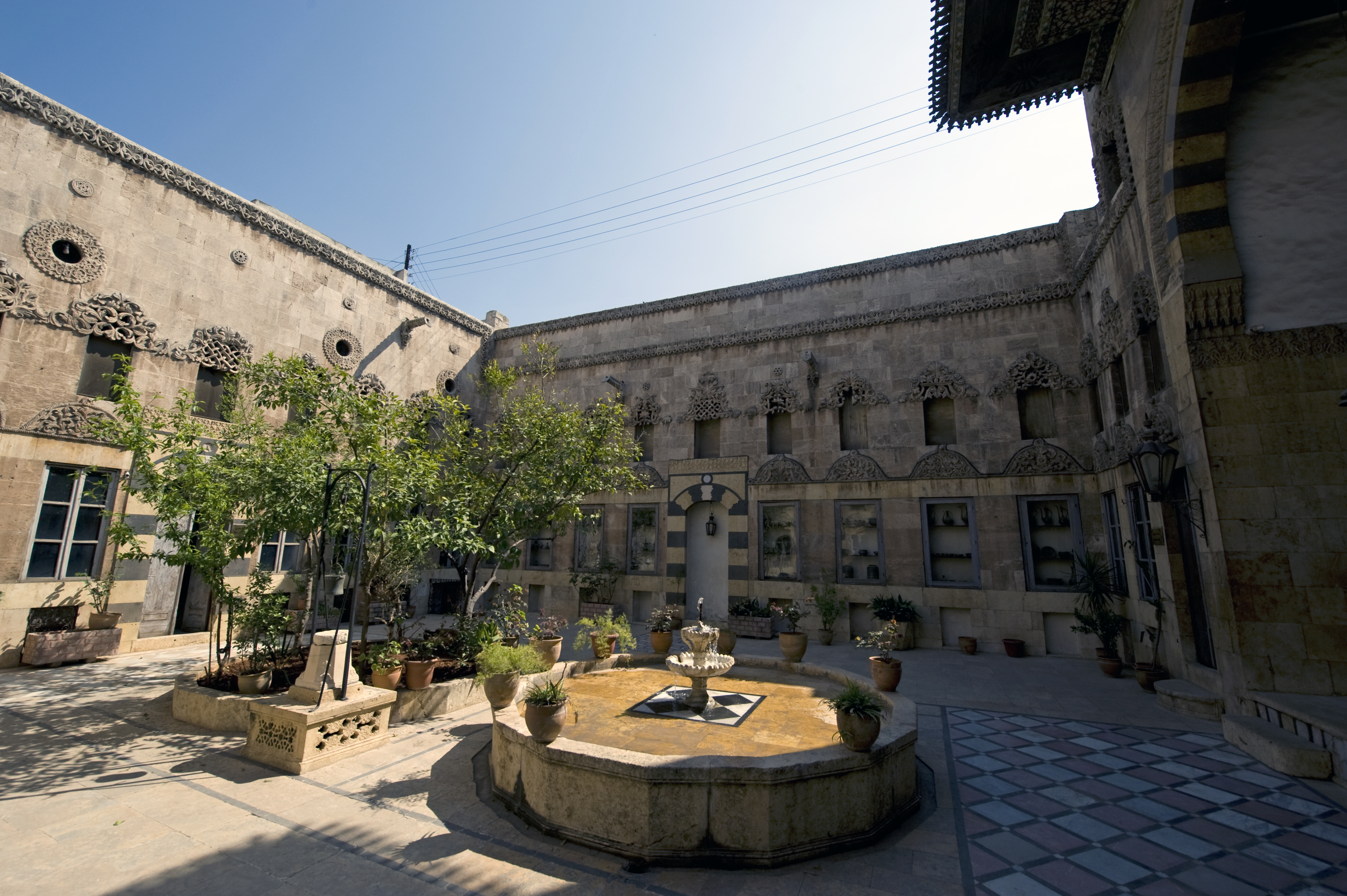
بيت أجقباش في حلب، بنته عائلة مسيحية ثرية من التجار في عام 1757.

يُشير المؤرخ مايكل ليفي أن المسيحيين الإغريق والأرمن والبلغار والشوام اللاتين (المشرقيون الكاثوليك) لعبواً دوراً بارزاً في تطوير ونقل أنماط فنية ومعمارية حديثة إلى الدولة العثمانية،  كما أنتجوا العديد من المآثر الفنية للفن العثماني. وعلى الرغم من أن المسيحيين كانوا أقلية في مدينة دمشق ما بين القرنين الحادي عشر والرابع عشر الميلاديين، فإن الصناعات بقيت في أيدي معلميها، ولم يقارب الأعمال الفنية والحرف سوى عدد قليل من المسلمين،  ومع أن مسيحيي دمشق أضحوا قلة ما بين القرن الخامس عشر وأحداث عام 1860، بحيث لم يتجاوزوا ثلث عدد السكان، بقوا يحتكرون بعض الصناعات الهامة، ومنها حياكة الحرير، وصياغة الذهب، والزخرفة الحديدية، والفسيفساء، وفن العمارة، والنقش والنحت على الحجر، بحسب المراجع التاريخية. وساهم المسيحيون بشكل بارز في بناء أهم معالم المدينة التاريخية، كقصر العظم وخان أسعد باشا، وحتى ترميم الجامع الأموي الكبير. خلال الحقبة العثمانية كانت حلب أيضًا موطنًا لإحدى أغنى المجتمعات المسيحية الشرقية وأكثرها تنوعًا في الشرق. وتاريخياً خصوصًا خلال الحكم العثماني عمل المسيحيون في التجارة وأقاموا في أحياء خاصة فيهم أبرزها الجديّدة، وشيّدت في الحي ذاته بيوت فخمة تدل على ثراء ورفاهية أصحابها،  فضلًا عن مختلف المرافق التي تتيح لهذا الحيّ أن يعيش حياته المستقلة منها حمامات عامة مثل حمام برهم. ومثل مسيحيي مدينة دمشق احتكر مسيحيو حلب أيضاً بعض الصناعات الهامة، ومنها حياكة الحرير، وصياغة الذهب، والزخرفة الحديدية، والفسيفساء، وفن العمارة، والنقش، والتصوير والنحت على الحجر. وفي حي الجديّدة سكن أعيان الطوائف المسيحية في حلب، ولا سيما الأرمن الذين تخصصوا في التجارة مع الهند وبلاد فارس، ونتيجة لذلك أحضر الأرمن إلى حلب أنماط معمارية وفنية حديثة، أضحت جزءًا من الحياة الفنية للمدينة. تأسست المدرسة الحلبية للأيقونة ونالت شهرة كبيرة خلال الفترة الممتدة بين النصف الثاني من القرن السابع عشر الميلادي والنصف الأول من القرن الثامن عشر الميلادي، ولعل أهم ما تميزت بها الأيقونات الحلبية هي أنّ الرسامين الحلبيين أضافوا إليها صبغة محلّية ونفساً سورياً بحيث يُمكن التعرّف عليها بمجرد أن يراها الباحثون والفنانون المختصون ويتمثل هذا النفس المحلي في وجود السيف الدمشقي المعقوف في بعضها وكذلك الوجه الشاحب والخلفية الذهبية وثياب البروكار -وهو نوع من الحرير الدمشقي الأصيل- في بعضها الآخر.

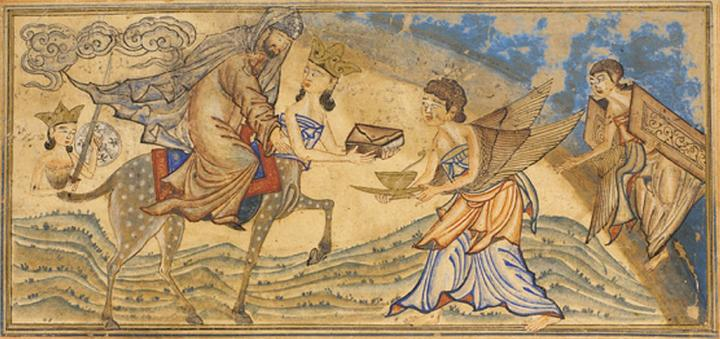
منمنمة فارسية تُصور معراج البني محمد، تعود إلى عام 1307، وتظهر عليها تأثيرات فنية مسيحية وصينية.
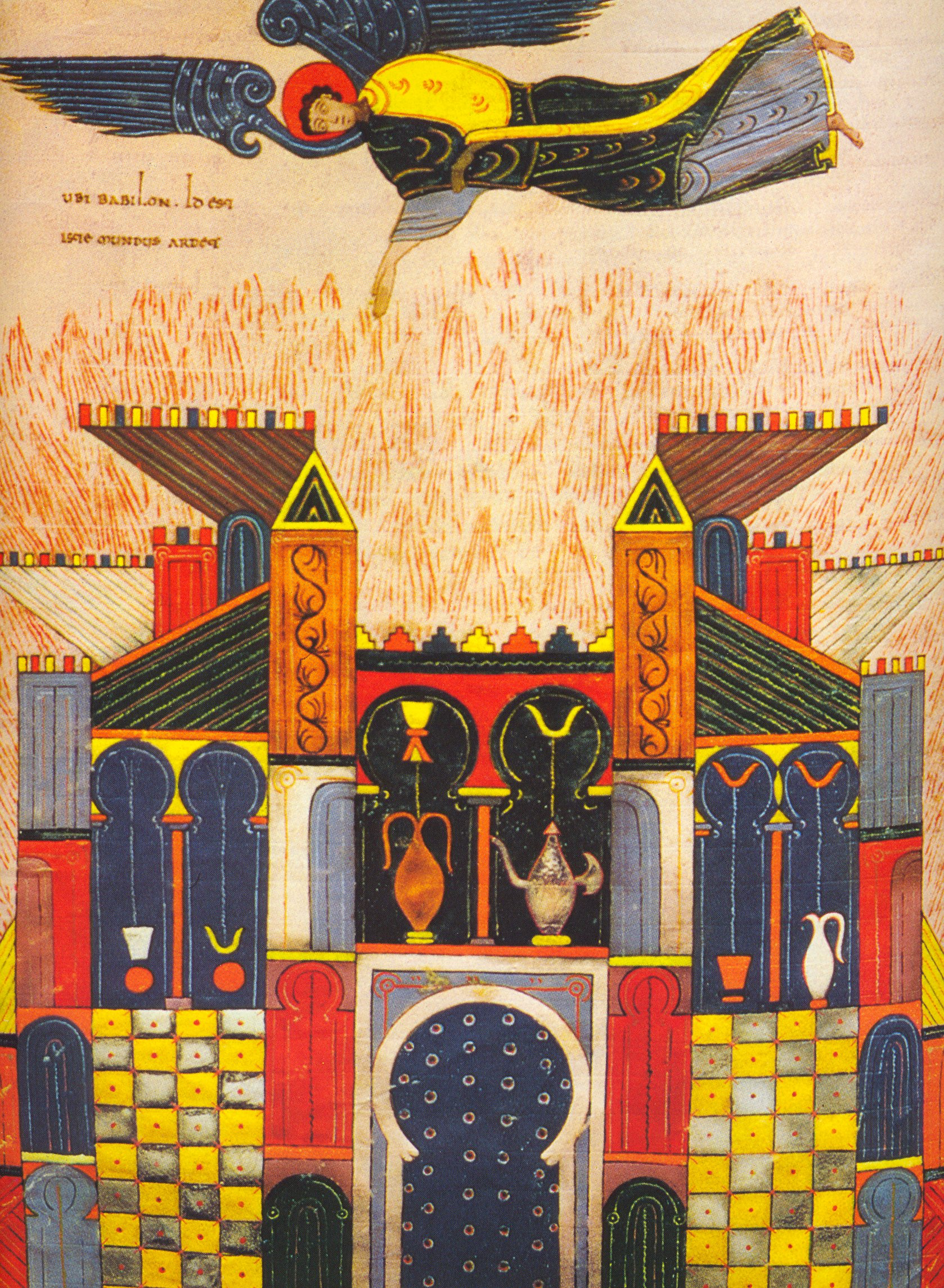
مخطوطة مستعربة؛ وتُظهر فيها فنون المستعربين التي تتضمن عناصر مسيحية غربية وإسلامية.
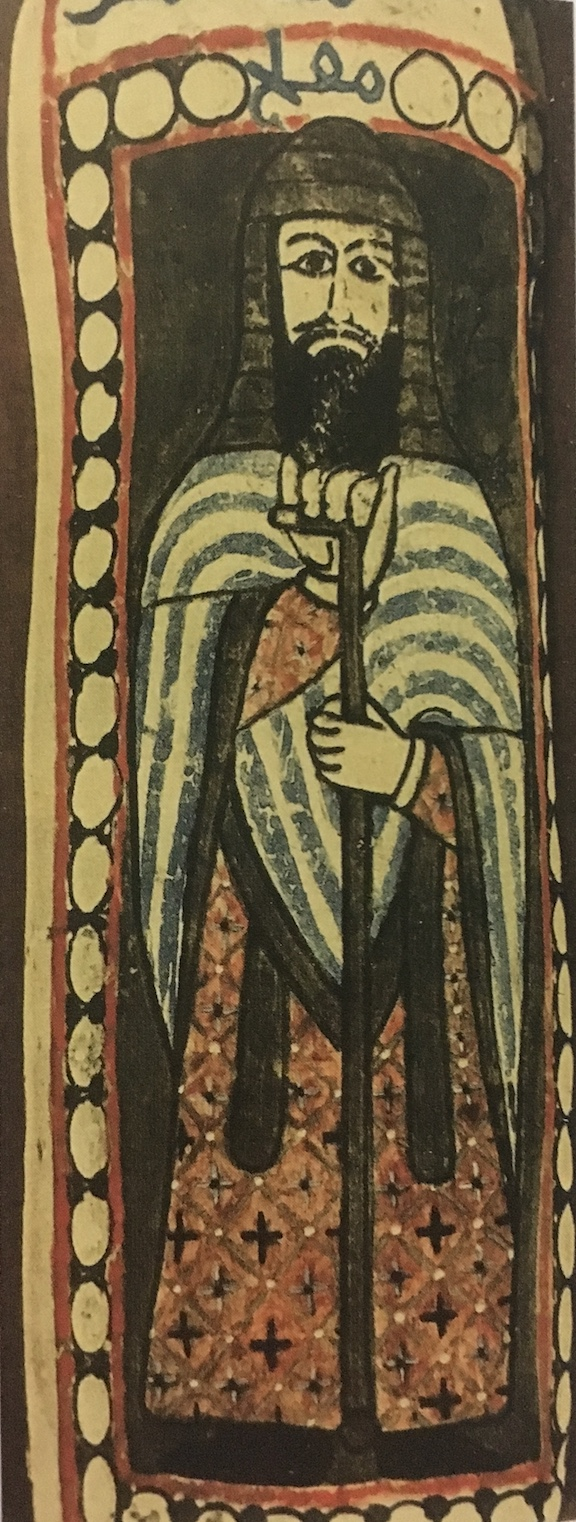
جدارية من القرن التاسع لرجل دين من كنيسة المشرق من قصر المختار في سامراء.
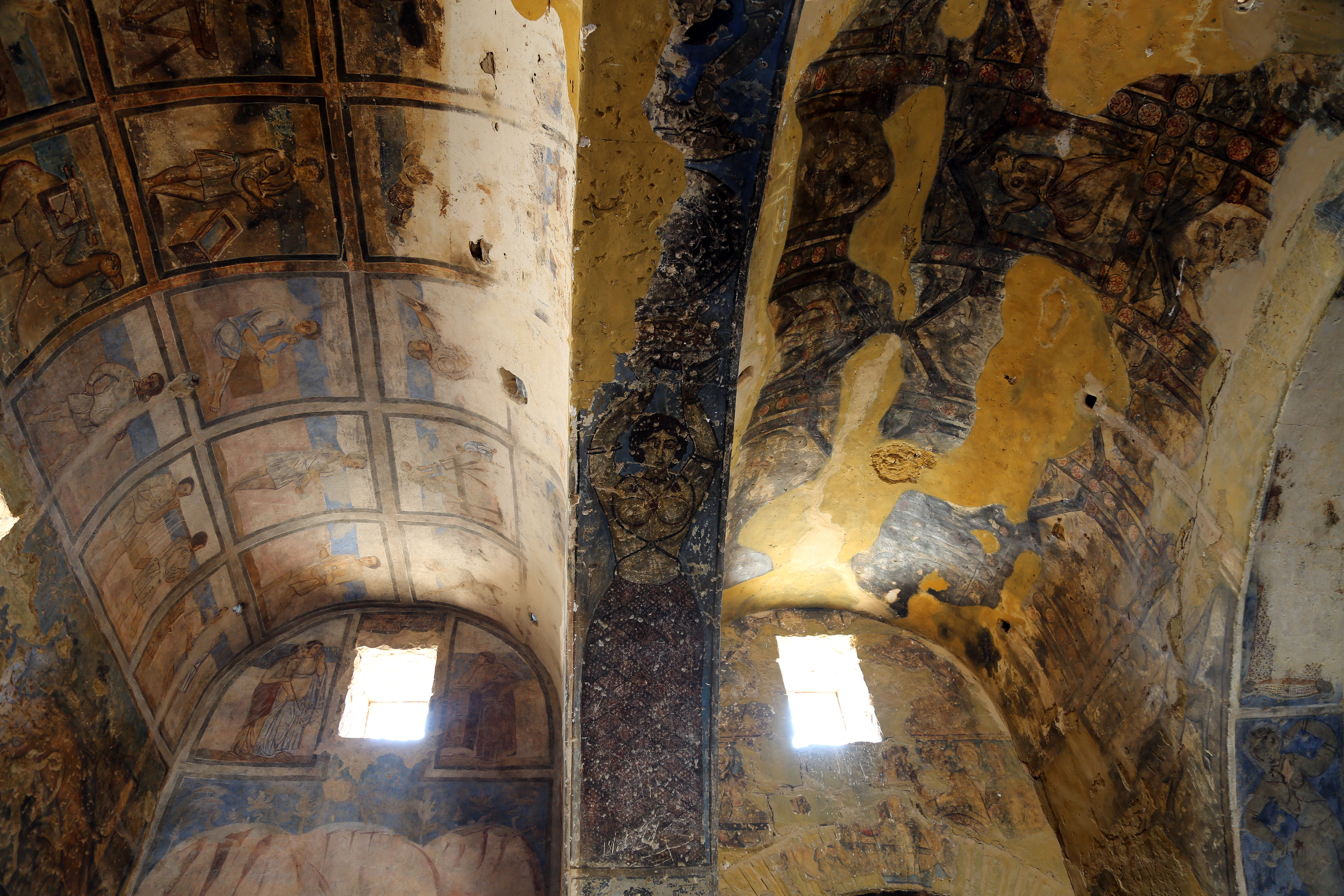
حمامات قصر عمرة الأموي، مغطاة في لوحات جدارية على الطراز البيزنطي المتأخر.
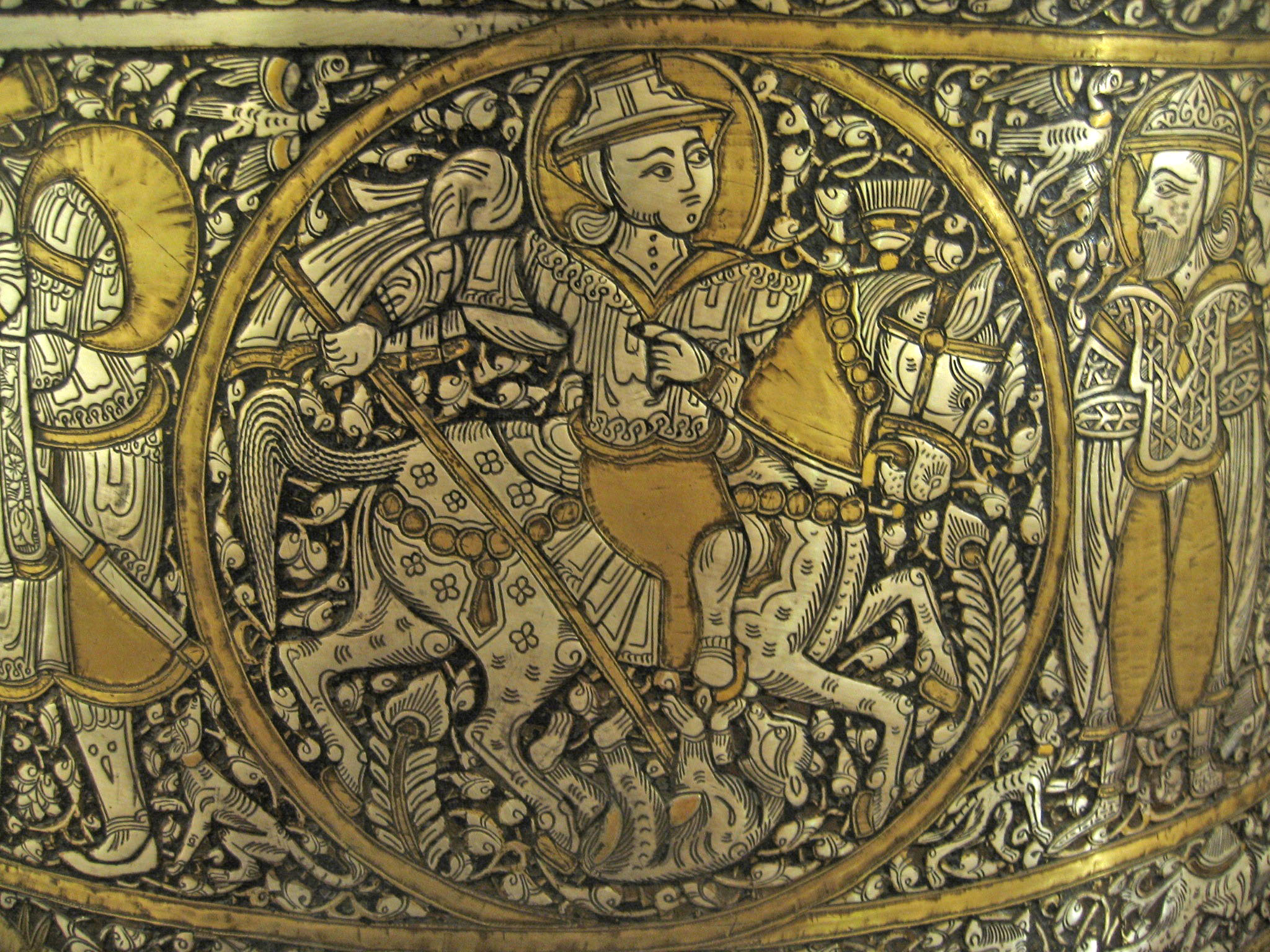
تفاصيل "بابتيستير دو سانت لويس"، وكان يستخدم وعاءً للغسيل الطقسي في البلاط المملوكي وصُمّم من قبل فنان مسيحي.

### على التعليم

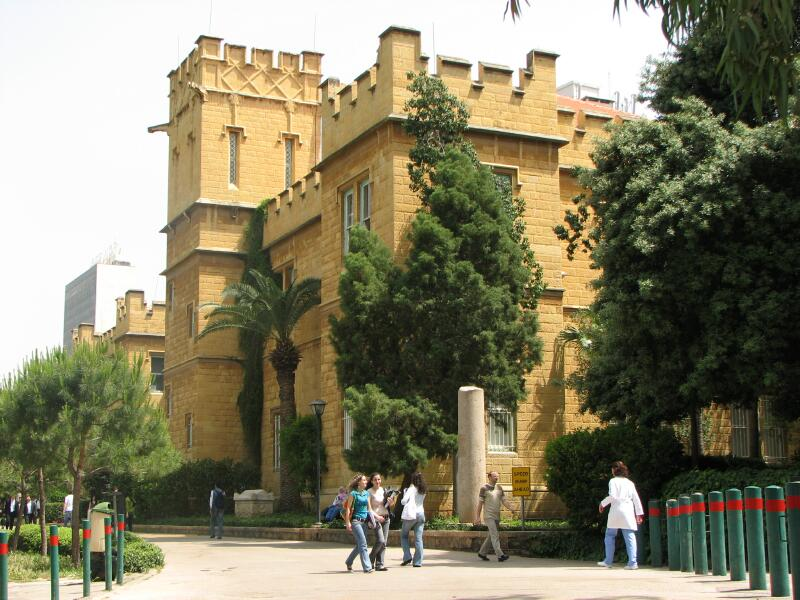
الجامعة الأميركية في بيروت، أسسها المبشرون البروتستانت وهي من أولى الجامعات الحديثة في الوطن العربي.

ساهم العُلماء المسيحيُّون (خاصةً المسيحيون النساطرة) في الحضارة العربية الإسلامية خلال الفترة الأموية والعباسية من خلال ترجمة أعمال الفلاسفة اليونانيين إلى اللغة السريانية وبعد ذلك إلى اللغة العربية. خلال القرنين الرابع والسابع، بدأ العمل العلمي باللغتين السريانية واليونانية حديثًا أو استمر من العصر الهلنستي. تضمنت مراكز التعلم ونقل الحكمة الكلاسيكية كليات مسيحية مثل مدرسة نصيبين، ولاحقًا مدرسة الرها،  ومدرسة جنديسابور الطبيَّة؛ ومن المكتبات مكتبة الإسكندرية والمكتبة الإمبراطورية في القسطنطينية. عملت مراكز أخرى للترجمة والتعلم في مرو وسالونيك ونيسابور وطيسفون، الواقعة جنوب ما أصبح فيما بعد بغداد. وكان بيت الحكمة عبارة عن مكتبة ومعهد للترجمة وأكاديمية تأسست في العصر العباسي في بغداد. لعب النساطرة دورًا بارزًا في تكوين الثقافة العربية والإسلاميَّة،  حيث برزت مدرسة جنديسابور في أواخر العصر الساساني والأموي وأوائل العصر العباسي. والجدير بالذكر أن ثمانية أجيال من عائلة بختيشوع المسيحية النسطورية خدموا كأطباء خاصين للخلفاء والسلاطين بين القرنين الثامن والحادي عشر.
لعبت كلية مدرسة القديس جورج الرومية والتي بنيت عام 1454 في حي الفنار في الحفاظ على التراث الفكري الإغريقي، وإنشاء نخب سياسية وفكريَّة واجتماعيَّة يونانية في الدولة العثمانية. وكان للإرساليات التبشيرية المسيحية والأجنبية التي نزلت سوريا العثمانية لأهداف دينية أثر بعيد في تطوّر الحياة الفكرية. فقد رأى المرسلون أن خير الوسائل لنشر مذاهبهم الدينية هي إنشاء المدارس. فأسسوا عشرات المدارس الابتدائية وعددًا من المدارس الثانوية. وأنشأ المرسلون الأمريكيون «الكليّة السورية الإنجيلية» في سنة 1866، التي أصبحت فيما بعد الجامعة الأمريكية في بيروت، وأسس اليسوعيون جامعة القديس يوسف سنة 1874. وإلى جانب هذه المدارس كان للمرسلين الأمريكيين واليسوعيين مطبعتان في بيروت. وكان لهذه المدارس المسيحية والمطابع فضل كبير جدًا في نشر العلم وتقدم الحياة الفكرية في الوطن العربي، وخرجّت العديد من المدارس الكاثوليكية حول العالم نخب سياسية وعلميّة وفنيّة واجتماعية.
في عام 1863 أسس المحسن الأمريكي كريستوفر روبرت والمبشر الأبرشاني سايروس هاملين كلية روبرت في مدينة إسطنبول،  وحافظت الكلية على علاقات وثيقة مع المبشرين الأبرشانيين والمشيخيين. وكانت الهيئة الطلابية تتألف في السابق من الأقليات البلغارية والرومية والأرمنية والأقليات المسيحية الأخرى من الدولة العثمانية، لكن أدى الطلب المتزايد بين الأتراك المسلمين على التعليم الغربي إلى تسجيل أعداد كبيرة من الطلاب الأتراك فيها. وكانت الكلية قد تأسست في عهد الدولة العثمانية كمؤسسة للتعليم العالي تخدم الأقليات المسيحية في الدولة العثمانية وكذلك الأجانب الذين يعيشون في القسطنطينية، لكن لاحقاً تبنت المدرسة نموذجاً تعليمياً علمانياً صارماً وفقاً للمبادئ الجمهورية التركية في عام 1923، وتحول اسمها إلى جامعة بوغازجي. بنى المبشرون الأمريكيون العديد من المدارس والكليات البروتستانية في إسطنبول وإزمير وأضنة ومعمورة العزيز ومرسين وعنتاب وقيصرية وأماسية وغيرها من المدن، وخدمت هذه المدارس أبناء الأقليات المسيحية الأرمنية والسريانية وغيرها. وبالرغم من تحول أعداد ضئيلة جدا إلى تلك الطوائف إلا أن تأثير تلك الإرساليات كان عميقاً جداً في المنطقة أدت لحدوث نهضة ثقافية بانتشار الصحافة والتعليم بين سكانها المسيحيين السريان والآشوريين. وأقامت الإرساليات الكاثوليكية شبكة من المدارس الكاثوليكية في أرجاء الدولة العثمانية، ولا تزال هذه المدارس تستقطب أبناء النخب التركية. وصفت المؤرخة لوسي غارنيت المدارس الخاصة بالمسيحيين واليهود في الدولة العثمانية بأنها «منظمة على النموذج الأوروبي» للتعليم، وحصلت على الدعم من خلال التبرعات وتضيف أنه كان لمعظمها «مستوى تعليمي مرتفع».
تحسنت أحوال أتباع كنيسة المشرق في سهل أورميا بعد أن ساعدت الإرساليات البروتستانتية الأمريكية إلى إنشاء مدارس حديثة وانتشار التعليم بها. وأصبحت مدينة أورميا إحدى أكثر المناطق تطوراً حيث شهدت تأسيس جريدة «زهريرا دبهرا» عام 1849 والتي تعتبر أول جريدة ناطقة بالسريانية. كما نشط في تلك المنطقة عدة إرساليات مسيحية منذ عشرينات القرن التاسع عشر عملت على إنشاء المطابع ونشر الصحف.

## تاريخ

### العصر الأموي

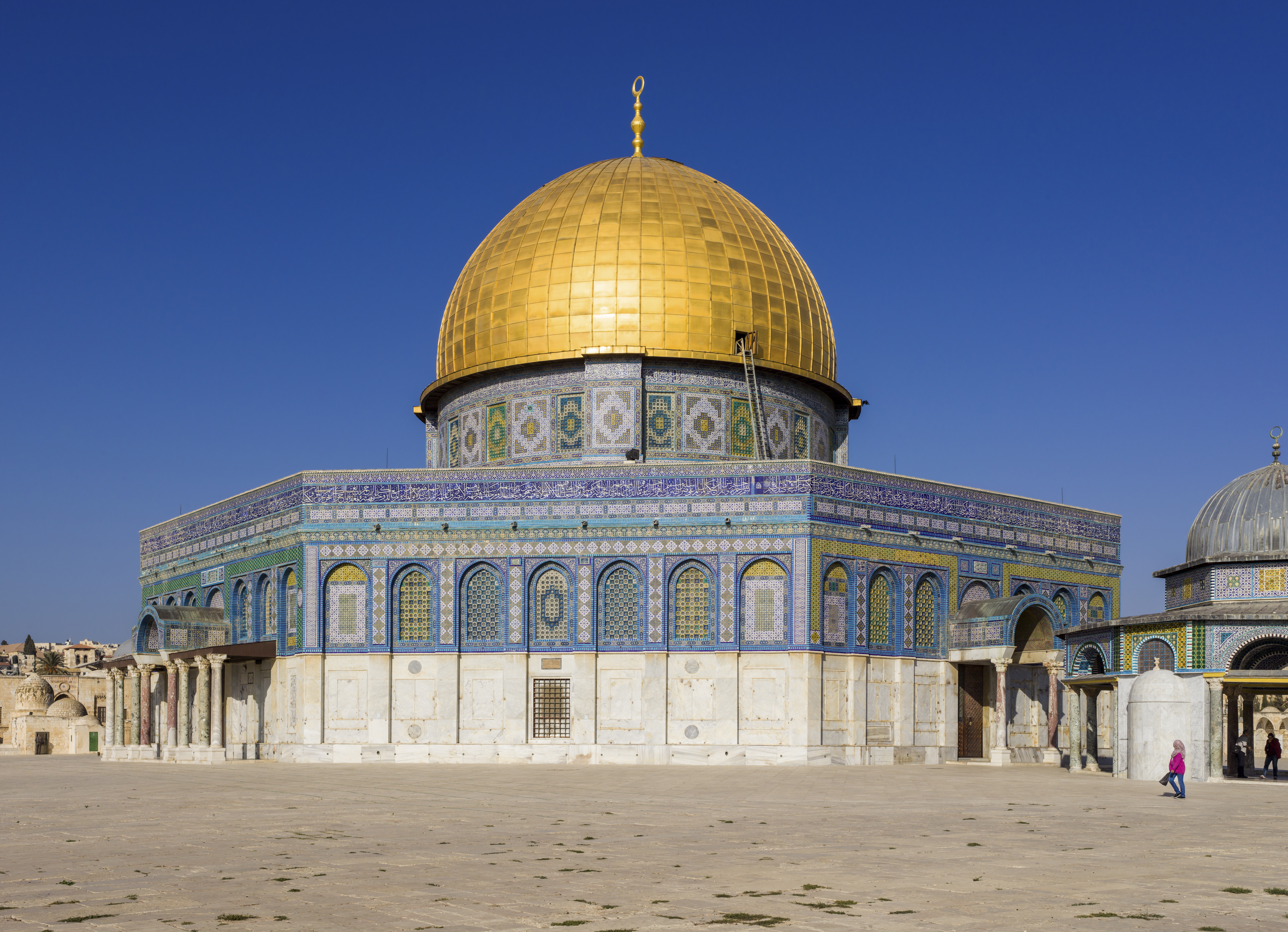
قبة الصخرة: قد تكون خطة الهيكل قد تأثرت بالكنيسة البيزنطية كرسي مريم.

الاختلاف بين الدولة الأموية ودولة الخلافة الراشدة ومن بينها الاختلاف في التعامل مع غير المسلمين، هو اختلاف ينبع من طبيعة الدولتين ذاتهما، فبينما كانت الخلافة الراشدة «دولة دينية» عاصمتها المدينة المنورة المغلقة على ذاتها في الحجاز وتعتمد على «الشورى» في اختيار الخليفة، كانت الدولة الأموية «دولة مدنية بمرجعية إسلامية» عاصمتها دمشق المتعددة الطوائف والمذاهب والعرقيات، وتحولت معها الدولة إلى ملكية وراثية بدلاً من الشورى، كذلك اعتمدت التنظيمات السريانية والبيزنطية التي كانت موجودة سابقًا بما فيها الناحيتين الإدارية والعسكريّة، وكما تقول سعاد صالح «فقد قدّم الأمويون الدنيا على الدين». يذكر في هذا الصدد كل من المؤرخ فيليپ حتّي وهنري لامنس وفريد دونر أن زوجة معاوية بن أبي سفيان ميسون بنت بحدل الكلبية كانت مسيحية،  وكان طبيب معاوية ووزير ماليته مسيحيًا وشاعر بلاطه كذلك، وسوى ذلك فقد عيّن ابن آثال واليًا على حمص وهو تعيين منقطع النظير في تاريخ الدول الإسلامية،  وقد لقب سكان سوريا معاوية «بالمستنير السمح» كما ذكر الطبري والمسعودي.
خلال هذه المرحلة، أخذت المسيحية تتحول إلى طابع اجتماعي خاص في القبائل التي ظلّت عليها، يمكن أن ترى بعض أشعار الأخطل التغلبي في هذا المجال كدليل ساطع، وكذلك قول عبد المسيح بن اسحق الكندي في بداية الخلافة العباسية مفتخرًا بدين قبيلته كندة:
| التأثير المسيحي على الحضارة الإسلامية | فليس لنا اليوم فخر نفتخر به، إلا دين النصرانية. الذي هو معرفة الله، ومنه نهتدي إلى العمل الصالح ونعرف الله حق المعرفة، ونتقرب إليه، وهو الباب المؤدي إلى الحياة والنجاة من نار جهنم. | التأثير المسيحي على الحضارة الإسلامية |

سمح الأمويون بالاحتفاظ بأغلب الكنائس ولم يمانعوا في ترميمها أو في بناء كنائس جديدة، ورغم أنّ بعض عهود الصلح أيام الراشدين نصّت على منع استحداث كنائس جديدة، إلا أن الأمويين لم يلتزموا بها باستثناء مرحلة عمر بن عبد العزيز وقد روى الطبري أن خالد القسري والي العراق، كان يأمر بنفسه بإنشاء البيع والكنائس، وأبو جعفر المنصور الخليفة، حذا حذوه عندما شيّد بغداد. على صعيد آخر انخرطت أعداد كبيرة من المسيحيين في صفوف الدولة، فكان الوزراء وكتبة الدواوين وأطباء البلاط ومجموعة كبيرة من الشعراء والأدباء من المسيحيين، حتى أن فريقًا من أتباع الكنيسة المارونية وفريقًا من أتباع الكنيسة السريانية الأرثوذكسية تساجلا حول طرق اتحاد طبيعي المسيح - وهو الخلاف الذي تفجّر في أعقاب مجمع خلقيدونية عام 451 - أمام الخليفة معاوية بن أبي سفيان طالبين تحكيمه في الموضوع، فأقرّ الخليفة رأي الموارنة ومنحهم كنائس كانت تابعة للأرثوذكس في حمص وحماة ومعرة النعمان. ونملك اليوم، قولاً يوّصف تلك المرحلة نقلاً عن الجاثليق إيشوعهيب الثالث جاثليق بابل وتوابعها لكنيسة المشرق:
| التأثير المسيحي على الحضارة الإسلامية | إنهم ليسوا أعداء النصرانية، بل يمتدحون ملتنا، ويوقرون قسيسينا وقديسنا، ويمدون يد المعونة إلى كنائسنا وأديرتنا. | التأثير المسيحي على الحضارة الإسلامية |

ويقول هنري لامنس أن أكثر بلاد الشام في ختام العصر الأموي سيّما في القرى والأرياف كانت مسيحية سواءً أكانت سريانية أم عربية. شغل المسيحيون في العصر الأموي وظائف هامة، فكان منهم الأطباء والوزراء والشعراء، فقد عين معاوية الطبيب ابن أثال عاملاً على ولاية حمص،  وكان منصور بن ياسر سرجيون وزيراً، وكان طبيبه الخاص عربياً مسيحياً، كما وتقلد بعض المسيحيين الوزارة كسعيد بن ثابت، وكان شاعر البلاط في عهده الأخطل، الذي كان ثالث أشهر شعراء «النقائض» مع جرير والفرزدق. وكان منهم أيضاً حرفيون مهرة، شارك عدد غير قليل منهم في بناء الجامع الأموي الكبير، الذي أمر الخليفة الوليد بن عبد الملك ببنائه. وعين سليمان بن عبد الملك كاتباً نصرانياً.

### العصر العباسي

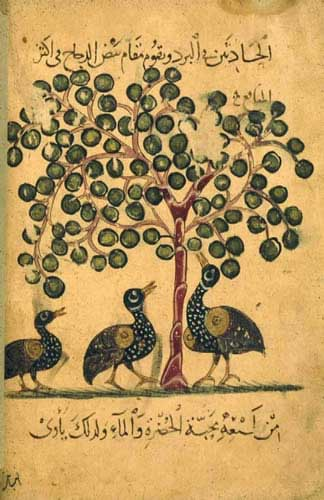
النسخة الأصلية من كتاب نعت الحيوان ومنافعه لابن بختيشوع، تعود للقرن العاشر الميلادي.

كان الخليفة أبو جعفر المنصور أول خلفاء بني العباس اهتمامًا بالعلم والعلماء، وقام باجتذاب الأطباء اليعاقبة والنساطرة إلى مدينة بغداد، وترجمت له كتب في الطب والنجوم والهندسة والآداب، وألفت له ولعصره الكثير من كتب الحديث والتاريخ، وترجم جرجيس بن بختيشوع مؤلفات كثيرة في الطب من اليونانية إلى العربية، كما أن المنصور طلب من إمبراطور بيزنطة أن يرسل له أعمال إقليدس والمجسطي لبطليموس، وترجم كتاب إقليديس للعربية، وكان هذا الكتاب أول كتاب يترجم من اليونانية إلى العربية في عهد الدولة العباسية. ساهم المؤلفون اليعاقبة والنساطرة في نهضة التأليف تحت مظلة بيت الحكمة، وأبرز هؤلاء النساطرة آل بختيشوع الذين قدموا إلى جنديسابور في عهد هارون الرشيد ووزرائه البرامكة، وتناقلوا العلم من جيل إلى جيل على مدى ثلاثة قرون في عهد العباسيين، وخدموا الطب والمنطق والديانة النصرانية بما عرَّبوا وألفوا. وقد وصف الجاحظ وضع المسيحيين خلال العصر العباسي :«إن النصارى  متكلمين وأطباء ومنجمين وعندهم عقلاء وفلاسفة وحكماء... وان منهم كتّاب السلاطين وفرّاشي الملوك وأطباء الأشراف والعطّارين والصيارفة... وأنهم أتخذزا البراذين والخيل واتخذوا الشاكرية والخدم والمستخدمين وامتنع كثير من كبرائهم من عطاء الجزية».
كان للمسيحيين خاصًة السُريان من يعاقبة ونساطرة دور مهم في الترجمة والعلوم، بخاصة أيام الدولة العباسية، وأدت الترجمة مهمة رئيسة في ازدهار الحضارة العربية الإسلامية، وقد أتقن العرب، والمسيحيون منهم خاصة، الترجمة واستوعبوا محتويات الكتب المترجمة، بعدما عربوها وأعادوا صياغتها وطوروا مضمونها وأجروا عمليات نقد عليها وأعادوا إنتاج الثقافات السابقة لهم ووضعوها بين يدي العالم في ما بعد. لقد ترجم المسيحيون من اليونانية والسريانية والفارسية، واستفادوا من المدارس التي ازدهرت فيها العلوم قبل قيام الدولة العربية خصوصاً مدارس مدن «الرها ونصيبين وجنديسابور وأنطاكية والإسكندرية» المسيحية والتي خرجت فلاسفة وأطبّاء وعلماء ومشرّعين ومؤرّخين وفلكيّين، وحوت مستشفى ومختبرًا ودار ترجمةٍ ومكتبةً ومرصد. واشتهر من المترجمين شمعون الراهب وجورجيوس أسقف حوران وجوارجيوس وجبريل بن بختيشوع الذين اشتهروا في الطب خصوصاً، وبقيت أسرتهم آل بختيشوع مسؤولةً عن الطب في الدولة العباسية طوال ثلاثة قرون، وخدم أبناؤها كأطباء خاصّين للخلفاء العباسيين، وعيّن المأمون يوحنا بن ماسويه الذي ترجم وألف خمسين كتاباً رئيساً لبيت الحكمة وكان أبوه أيضًا طبيبًا، وحنين بن إسحق كان أيضاً رئيساً لبيت الحكمة ومن بعده ابن اخته حبيش بن الأعسم، وقد ترجم حنين بن إسحق 95 كتابًا، وكان لسعيد بن البطريق عدد من المصنفات العلمية والطبية. وقد أقام المأمون يوحنا بن البطريق الترجمان أميناً على ترجمة الكتب الفلسفيّة من اليونانيّة والسريانيّة إلى العربيّة، وتولّى كتب أرسطو وأبقراط.
كان من ضمن العُلماء المسيحيُّون في عُصُور الخِلافة العباسيَّة كل من قسطا بن لوقا وإسحق الدمشقي ويحيى بن يونس والحجاج بن مطر وعيسى بن يحيى ومتى بن يونس وأسطفان بن باسيل ويحيى بن عدي وعبد المسيح الكندي، إلى جانب يحيى بن البطريق، وابن بطلان، ويوحنا ابن الفنكي، وأبو سهل المسيحي، وماسويه المارديني، وإسحاق بن علي الرهاوي، وسَابُورُ بْنُ سَهْلٍ، وسلمويه بن بنان، وسيرابيون الصغير، وسهل بن بشر، وابن زرعة وغيرهم. وقد ترجموا وألفوا في الفلسفة والنواميس والتوحيد والطبيعيات والإلهيات والأخلاق والطب والرياضيات والنجوم والموسيقى وغيرها. يشير عدد من الباحثين بنوع خاص إلى تطور الفيزياء في اللغة السريانية. وكان لترجمتهم كتب الفلسفة إلى العربية أثر كبير في ظهور «فرق المعتزلة» التي تجعل من العقل الحكم الوحيد في تفسير أحكام الشريعة الإسلامية.
كما عين المأمون العباسي اسطفان بن يعقوب مديراً لخزينة الخليفة، وتم تقليد ديوان الجيش لمسيحيٍّ مرتين، وشغل سعيد بن ثابت وزارة، وتولى عبيد بن فضل قيادة الجيش، وكان عيسى بن نسطور وزيراً في بلاط العزيز الخليفة الفاطمي، وكان لعضد الدولة وزير نصراني اسمه نصر بن هارون، وكُلّفَ مسيحيون كثيرون بمسؤوليات حكومية أيام الدولة الفاطمية. وأسهم الأقباط بدورهم في التطور العلمي، فهم الذين قاموا بالدور الأساسي في بناء الأسطول العربي في بداية العصر الأموي، وهم الذين أقاموا دار الصناعة في الإسكندرية، ودار الصناعة في تونس، وذهب عدد من العمال الفنيين الأقباط إلى الشام للهدف نفسه.
اعتبره عدد من العلماء المعاصرين العصر العباسي بمثابة الذهبي للأدب العربي المسيحي، حيث كتب علماء مسيحيون ناطقون باللغة العربية نصوص لاهوتية واسعة باللغة العربية وقدموا أيضًا مناقشات موجزة عن العقيدة والممارسات المسيحية. في الثقافة العباسيَّة الشعبية ظهرت العديد من الشخصيات المسيحية الفلكلورية الأسطورية في مجموعة متنوعة من القصص الشعبية والأشعار منها على سبيل ألف ليلة وليلة التي تحتوي على شخصيات أدبية مسيحية خيالية مشهورة منها السمسار القبطي والخطاط السرياني وحكاية الأميرة شيرين ورهبان عمورية وتتكرر شخصية الطبيب والتاجر المسيحي بكثرة وتضمنت الشخصيات المسيحية الخيالية مسيحيين من بغداد وسائر العالم الإسلامي ومن روم الإمبراطورية البيزنطية.

### الأندلس

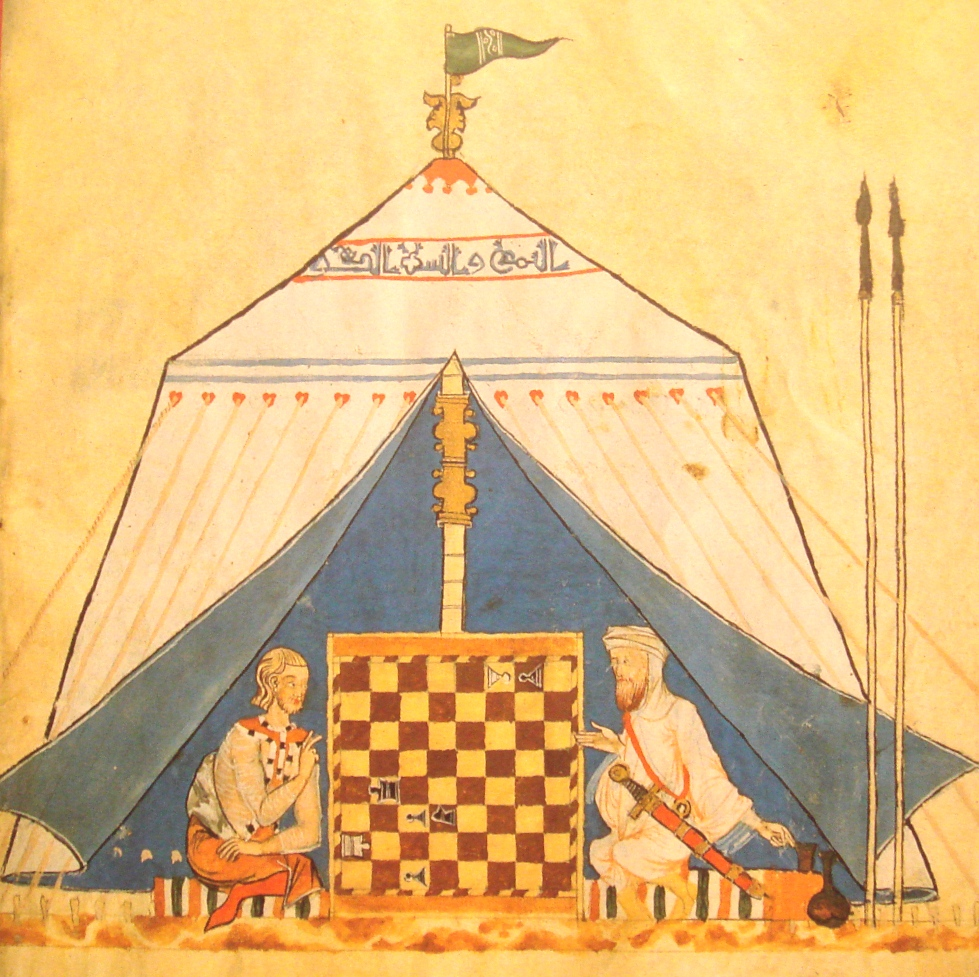
رجُلان أندلُسيَّان، أحدُهما مُسلم والآخر مسيحي (مُستعرب)، يلعبان الشطرنج.

بقي قسمٌ كبيرٌ من أهالي الأندلس القُوط على المسيحيَّة، فكفلت لهم الدولة الحُريَّة الدينيَّة لقاء الجزية السنويَّة. وقد تمتَّع نصارى الأندلُس زمن الإمارة الأُمويَّة بحقوقٍ وامتيازاتٍ لم يحصلوا عليها خِلال العهد القوطي، من ذلك أن المُسلمين سمحوا لهم بالحفاظ على مُمتلكاتهم الدينيَّة كالكنائس ومُمتلكاتها، والأديرة وغيرها، وعلى مُمتلكاتهم الخاصَّة مثل الأموال والعقارات المُختلفة كالمساكن، والمحلَّات التجاريَّة، والأراضي الزراعيَّة. أضف إلى ذلك، منحت السُلطة الإسلاميَّة في الأندلُس للمسيحيين امتيازات منها قرع النواقيس، ومرور المواكب في شوارع المُدن أثناء الاحتفالات الدينيَّة حاملين الصليب، وبناء كنائس جديدة، إضافةً إلى السماح لهم باستعمال اللُغة العربيَّة في الترانيم الكنسية، وعدم تدخلها في الأُمور التنظيميَّة الدَّاخليَّة للكنيسة.
كان من أبرز المجتمعات المسيحية في الأندلس المستعربون أو النصارى المعاهدون أو الأعاجم وهم النصارى الذين ظلوا في الأندلس في المدن والبقاع المفتوحة بعد الفتح الإسلامي، وتركزت قواعدهم الأساسية في كل من قرطبة وإشبيلية وطليطلة. وقد شكلوا الطبقة الأكثر عددًا وانقسموا إلى طبقتين داخل المجتمع الأندلسي؛ أولهما عليا، وكانت تتكون من كبار النصارى ووجوههم؛ وثانيهما العامة، إلا أن الطبقة الثانية حظيت بحقوق أخرى إبان الفتح، حيث مكنهم الفاتحون من خدمة الأرض مقابل جزء يسير من منتوجها يؤدونه للدولة ويحتفظون هم بجله، وكانوا قبلًا أقنانًا مملوكين. وتبنى المستعربون تقاليد العرب ولغتهم واهتموا بالحرف العربي وكانوا يجيدون الشعر والنثر العربي وينظمون القصائد ويتفاخرون بإتقانهم للغة العربية. وخلال الحكم الأموي كله اعتمد عليهم الأمويون في إدارة شؤون البلاد الاقتصادية وتنظيم الدولة والعلوم. وبرز المسيحيون في العلوم والطب والفلك، فيما امتهن عوامهم الزراعة وتربية الماشية والصيد.
وصل عدد كبير من النصارى إلى مكانة اجتماعية مرموقة؛ وأصحاب نفوذ وجاه،  وحظوا برعاية الدولة خاصة في عهد علي بن يوسف، حتى إن إحدى الوثائق المسيحية أكدت أن تعلُّقه بالنصارى فاق تعلُّقه برعيَّته، وأنه أنعم عليهم بالذهب والفضة وأسكنهم القصور. وشارك النصارى المسلمين في استغلال المرافق الاجتماعية حيث سمح لهم باستقاء المياه مع المسلمين من بئر واحدة، ونظرا للتسامح الديني معهم سمح للنصارى بالخروج مع المسلمين في صلاة الاستسقاء. وحرص الأمراء المرابطين على حفظ الحقوق الاجتماعية للنصارى والضرب على أيدي كل من حاول المس بهم. وخصصت لهم الدولة المرابطية مقابر خاصة، تماشيا مع عاداتهم وتقاليدهم في دفن موتاهم وتعرف هذه المقابر باسم «مقابر الذميين». وفي المقابل تثبت بعض النصوص ما تعرضوا له من تشدد من طرف بعض الفقهاء كالمطالبة بمنع المسيحيات من الدخول إلى الكنائس إلا في أيام الاحتفالات والأعياد. ورغم أن النصارى كانوا يرتدون لباسا خاصا بهم،  إلا أنهم كانوا يلبسون أزياء المسلمين، ورغم مطالبة بعض الفقهاء لهم بالكف عن ذلك،  إلا أنهم استمروا في ارتدائها.

### العصر المملوكي

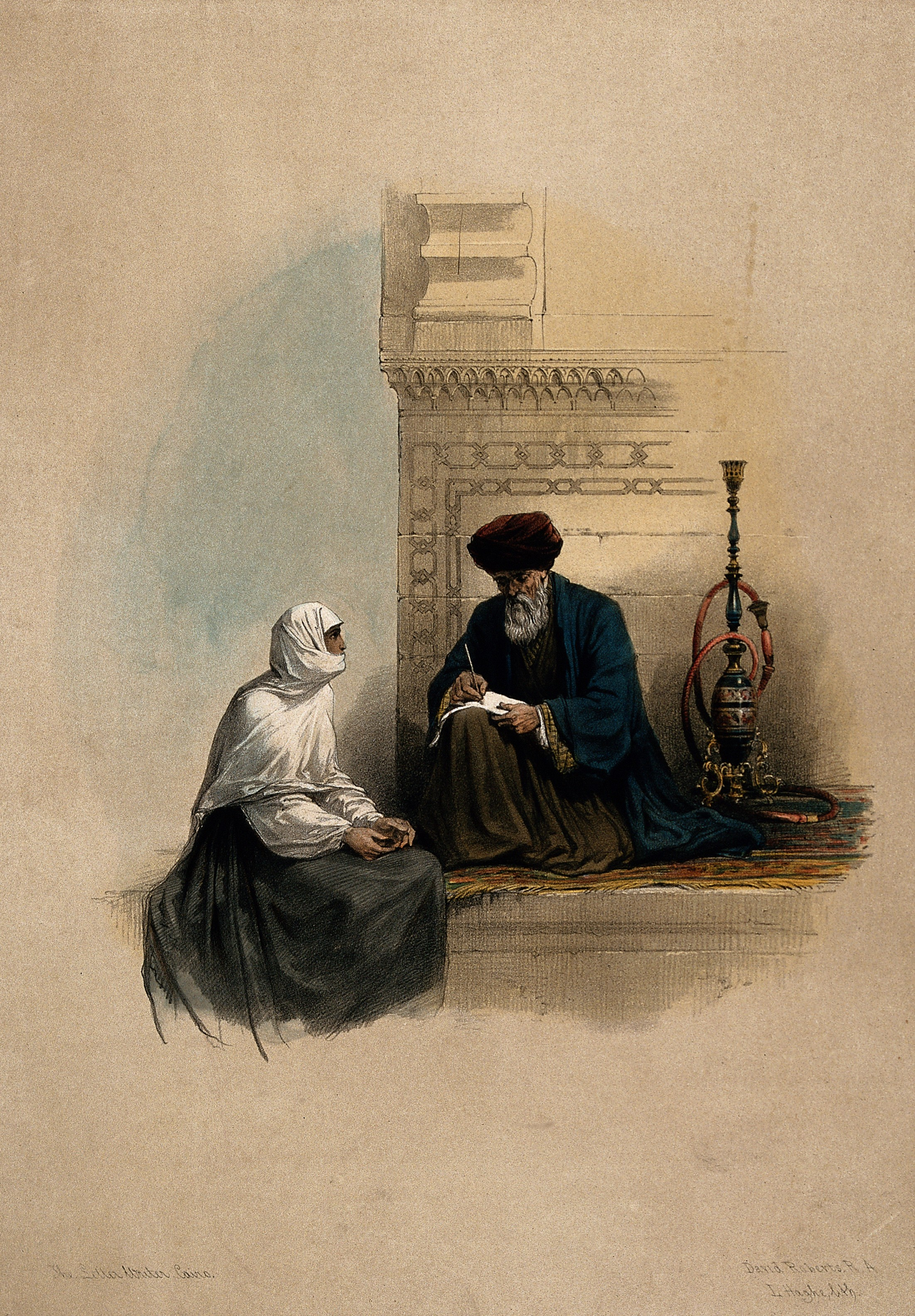
امرأة مسيحية قبطيَّة تُملي رسالة إلى كاتب، بدأ المماليك يستعملون الأقباط في دواوينهم بِكثرة خِلال سلطنة قُطُز.

رُغم أنَّ المماليك التزموا بِما تقضيه الشريعة الإسلاميَّة، وما أقرَّتهُ العهدة العُمريَّة، من ترك أهل الكتاب أحرار في دينهم،  إلَّا أنَّ العهد المملوكي يُعتبر - إجمالًا - عهدًا بائسًا عند المسيحيين المشرقيين فيما يخص علاقتهم بِالحُكُومة، وخُصوصًا خِلال عهد المماليك البحريَّة، ومردُّ ذلك هو الحُرُوب الصليبيَّة بِالمقام الأوَّل، التي كان من آثارها تردِّي العلاقة بين المُسلمين والمسيحيين، وخُصوصًا مع الطوائف المسيحيَّة التي مالت إلى الصليبيين وتعاونت معهم، ففُقدت الثقة بين الطرفين. كما يظهر أنَّ سلاطين المماليك رغبوا في الظُهور بِمظهر حُماة الدين لِدعم مركزهم في نظر المُسلمين. وخلال العصر المملوكي تعرض مسيحيو بلاد الشام ومصر إلى حملة واسعة من الاضطهادات التي شملت إغلاق وهدم الكنائس والتحويل القسري إلى الإسلام، وهو العصر الذي فيه فقدت سوريا ومصر الأغلبية المسيحية.
لكن لا يُفهم من ذلك أنَّ دور المسيحيين انكفأ تمامًا في هذا العصر، بل شارك المسيحيون في الحياة العامَّة بِالدولة، وكان منهم العُلماء والإداريون وكِبار المُوظفين.
شكَّلت الدولة المملوكيَّة موطن الكثير من الطوائف المسيحيَّة، كان في مُقدمتها: الأقباط والروم والسُريان والموارنة والنساطرة، إضافةً إلى طوائف مسيحيَّة واردة من الخارج مثل الكرجيُّين والأحباش والأرمن واللاتين، واختارت هذه الأقليَّات الإقامة في المُدن التجاريَّة والثُغُور، وكان لِكُلِّ جاليةٍ منها قُنصلٌ يُشرفُ على شُؤونها ومصالحها. وفي الشَّام، شدَّد المماليك الخناق على الموارنة بِالذات من بين سائر الطوائف المسيحيَّة الشاميَّة، وذلك بِسبب علاقة أُمرائهم ومُقدميهم الوثيقة بِالقوى الصليبيَّة في أوروپَّا وقبرص، وبِسبب اتباع الكنيسة المارونيَّة لِلبابويَّة الكاثوليكيَّة. شهدت الكنيسة الأرثوذكسية الشرقية تراجعاً بعد الدمار المملوكي لمركزها الروحي، في أنطاكية، وتدمير تيمورلنك لحلب ودمشق في عام 1400. وشهدت المجتمعات المسيحية السريانية أيضاً انخفاضاً كبيراً في سوريا نظرًا للنزاعات حول الخلافة الأبوية وتدمير المؤسسات الكنسيَّة والمذابح التي حصلت بحقهم على يد تيمورلنك والقبائل الكردية المحليَّة. شهد العصر المملوكي زيادة المشاعر المعادية للمسيحية،  وكانت مظاهر العداوة ضد المسيحية في الغالب تُقاد على المستوى الشعبي وليس تحت إشراف السلاطين المماليك. كان المصدر الرئيسي للعداء الشعبي هو الاستياء من المواقف المتميزة لكثير من المسيحيين في البيروقراطية المملوكية. خلال العصر المملوكي كان لِلموارنة في القسم الشمالي من جبل لُبنان عائلاتهم الإقطاعيَّة الكبيرة. وكان الإقطاعيُّون فئات، فكان منهم الأُمراء والمُقدَّمون والمشايخ. وكانت الإقطاعة الصغيرة تتكوَّن عادةً من قرية إلى عشر قُرى.
بدأ المماليك يستعملون الأقباط في دواوينهم بِكثرة خِلال سلطنة قُطُز، إذ أنَّ الوزير القائم آنذاك كان قبطيًّا عيَّنهُ السُلطان أيبك، ويُدعى «شرفُ الدين أبو سعيد هبةُ الله»، وكان قد أظهر براعةً في التشريع الضريبي لِجمع أكبر كمّ من الأموال باسم قانون الحُقُوق السُلطانيَّة، وحصلت الدولة المملوكيَّة به على المال الكثير. وفي عهد الظاهر بيبرس أُقيل جميع الأقباط الذين كانوا يعملون في ديوان الحرب وأُحلَّ مُسلمُون محلَّهم، وفي نفس يوم تنفيذ هذا القرار هُدم دير الخندق الكائن خارج القاهرة بِالقُرب من باب الفُتُوح ولم يُترك فيه حجر على حجر، كما زيدت عليهم الضرائب. أمَّا في عهد قلاوون فقد عُدل عن التزيُّد في الضرائب على الأقباط وعادت المُساواة بينهم وبين المُسلمين في ذلك وأُعيدوا إلى وظائفهم، لكن بعد مُرور فترة عاد هذا السُلطان إلى التشديد عليهم، فأمر بِرُكُوبهم الحمير وشد الزنانير وألَّا يُحدِّث نصراني مُسلمًا وهو راكبٌ دابته، ولا يلبسون ثيابًا مصقولة. خلال الحقبة المملوكية أجبر العديد من أقباط مصر على اعتناق الإسلام قسراً.

### العصر الصفوي

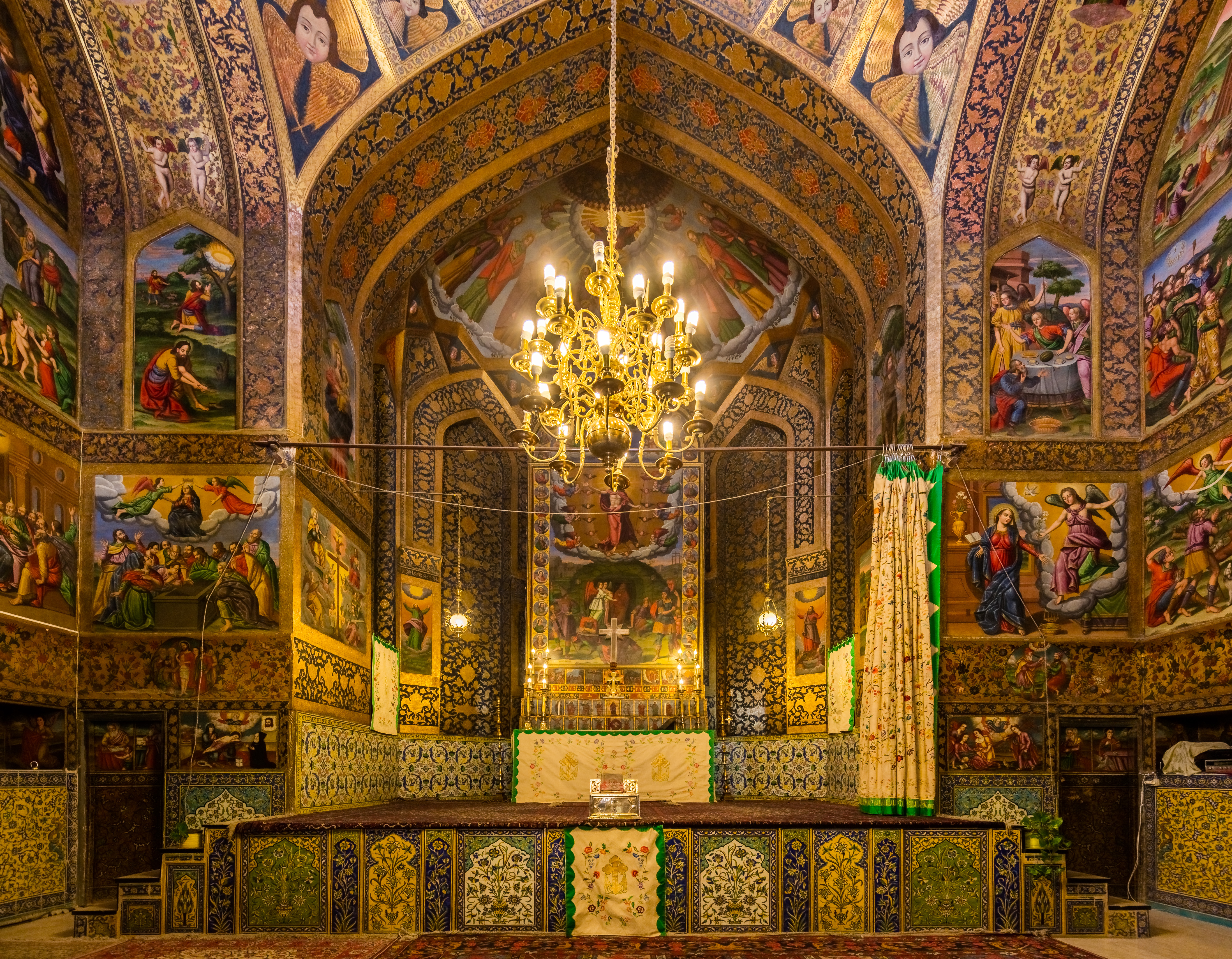
كاتدرائية فانك؛ في حي جلفا المسيحي في مدينة أصفهان بإيران: صُنّف أرمن الدولة الصفوية كأقلية وسيطة.

في عام 1606 أنشئ الحي الأرمني بواسطة مرسوم من الشاه عباس الأول، وهو شاه بارز من السلالة الصفوية. قدم إلى الحي أكثر من 150,000 من الأرمن إلى جولفا من ناخيتشيفان. وقد جاء الأرمن إلى بلاد فارس فارين من الاضطهادات في الإمبراطورية العثمانية؛ في حين وفقًا لإدعاءات أوروبية وأرمنية تقول أن السكان الأرمن تم نقلهم بالقوة في 1604 إلى أصفهان من قبل الشاه عباس الأول. على الرغم من اختلاف أسباب قدوم الأرمن إلا أنّ جميع الإدعاءات تتفق أن الأرمن من سكان جولفا ازدهرت على أيديهم التجارة خاصًة تجارة الحرير الخاصة بهم، وعمل الأرمن في أصفهان كتجار أغنياء، ولهم دور بارز في تطوير الصناعات الفنية الدقيقة الخاصة بالمجوهرات والآلات الدقيقة، ويساهمون اليوم في الصناعات البترولية.
في أواخر القرن السابع عشر، سيطر الأرمن تقريبًا على كل التجارة الفارسيَّة. حيث صنّف أرمن الدولة الصفوية كأقلية وسيطة. وأنشأ الأرمن شبكات تجارية واسعة في مدن مثل بورصة، وحلب، والبندقية، وليفورنو، ومرسيليا، وأمستردام. وهكذا أصبح الأرمن المسيحيين النخبة التجاريَّة في المجتمع الصفوي من خلال وجود رأس مال كبير أتاح للمسيحيين حرية دينية كبيرة فضلًا عن ثراء وسطوة. كانت الغالبية العظمى من الأسر التجارية الأرمنية مقرها في الجلفة الجديدة. وبسبب انتشارهم، أنشأت العديد من العائلات الأرمنية التي يعود أصلها إلى محلة جلفا،  مستوطنة رئيسية في ولاية البنغال لتوسيع شبكة التجارة والتي كان مقرها محلة جلفا. في عام 1947 كتب المؤرخ فرناند بروديل أنه كان للأرمن الفرس شبكة تجاريَّة واسعة إمتدت من أمستردام إلى مانيلا في الفلبين وهونغ كونغ وأستراليا، وعمل الكثير من العلماء الأرمن في هذه الشبكة.
كانت أسرة شاهرمانیان أكثر الأسر نفوذاً وثراءاً بين العائلات التجارية الغنية الأرمنية منذ القرن السابع عشر،  حيث وصل أفرادها إلى مناصب رفيعة المستوى في الدولة الصفوية، بما في ذلك في نظمها العسكرية والدينية والبيروقراطية. وإمتلكت عائلة شاهرمانیان شبكة تجارية كان مقرها في حي جلفا وإمتدت من إيطاليا (معظمها في مدينة البندقية) في الغرب إلى بورما في الشرق،  في وقت لاحق حصلت الأسرة إمتيازات تجارية في مختلف دول المدن الإيطالية والإمبراطورية النمساوية المجرية، واشتهروا بشكل خاص في جمهورية البندقية، حيث إندمجوا جيدًا في طبقتها الحاكمة. ومع ذلك، حتى تراجعها في أواخر سبعينيات القرن التاسع عشر والخمول النهائي في القرن التاسع عشر، ظلّت الأسرة ملزمة بقاعدتها الأصلية في بلاد فارس. وعلى الرغم من نجاحهم وموقعهم البارز في المجتمع الأرمني الفارسي، كان لإسرة شاهرمانیان دور بخلق صدع في المجتمع الأرمني في إيران،  حيث خلق إنتمائهم للمذهب الكاثوليكي شعورًا قويًا بالعداء بين الأغلبية الأرمينية الغريغورية والأقلية الأرمنية الكاثوليكية. ولا تزال جولفا الجديدة منطقة ذات أغلبية مسيحيَّة وأرمنيَّة وتحوي على العديد من المدارس والمكاتب والكنائس الأرمنية، ومن ضمن كنائس المنطقة كاتدرائية فانك، وكنيسة بيت لحم في شارع نزار، وكنيسة السيدة العذراء مريم في ساحة جولفا وكنيسة يريفان. ويُقال أن التجار الأرمن كانوا يهدون لراعي كنيسة كاتدرائية فانك لوحات مخطوطات ذات قيمة فنية وتاريخية خلال سفرهم إلى أوروبا. وشهد الحي هجرة مسيحية عقب الثورة الإيرانية الإسلامية منذ سنة 1979.

### العصر العثماني

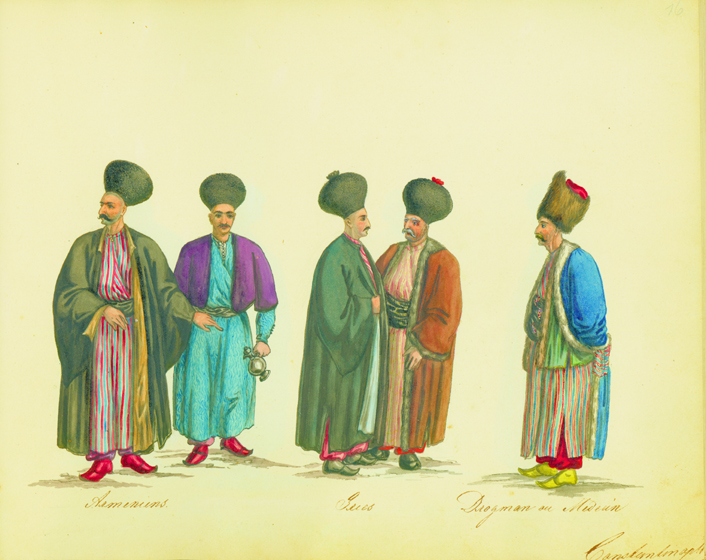
رسمة تُصور مجموعة من الترجمان الأرمن والإغريق بريشة أوغست دي هينكشتاين.

استطاعت الدولة العثمانية فتح القسطنطينية سنة 1453 وسقطت الإمبراطورية البيزنطية،  وتحول ثقل الكنيسة الأرثوذكسية إلى روسيا، سمح العثمانيون لليهود والمسيحيين أن يمارسوا شعائرهم الدينية بحرية تحت حماية الدولة، وفقًا لما تنص عليه الشريعة الإسلامية، وبهذا فإن أهل الكتاب من غير المسلمين كانوا يعتبرون رعايا عثمانيين لكن دون أن يُطبق عليهم قانون الدولة، أي أحكام الشريعة الإسلامية، وفرض العثمانيون، كجميع الدول الإسلامية من قبلهم، الجزية على الرعايا غير المسلمين مقابل إعفائهم من الخدمة في الجيش. توفي البطريرك غريغوريوس الثالث موالي الاتحاد مع روما عام 1453 فرأى محمد الفاتح أن يوصل إلى السدة البطريركية شخصاً معارضاً لا يرضى الاتحاد مع البابوية ورأى أنه من الحكمة أن يظل الإنشقاق قائماً بين الكنيسة الشرقية واللاتينيَّة، فأنتخب جورجيوس سكولاريوس وأعلن بطريركياً مسكونياً، وأعتبرت السلطات العثمانيَّة البطريرك المسكوني مسؤولاً عن الملَّة المسيحية فخولته سلطة زمنية على المسيحيين علاوة على سلطته الدينيَّة. وعاد عدد كبير من الروم إلى القسطنطينيَّة وأستقروا حول البطريركية، وكان لهم من ثروتهم القائمة على التجارة وبراعتهم في السياسة ما ضمن لهم مركزاً رفيعاً في الدولة العثمانية. عندما أصبح الشرق العربي خاضعاً تحت الحكم العثماني في القرن السادس عشر، انتعشت أحوال السكان المسيحيون وثرواتهم بشكل ملحوظ؛ ونشطت المجتمعات المسيحية في حلب ودمشق والإسكندرونة وإزمير والقدس في التجارة. حيث كان للعثمانيين خبرة طويلة في التعامل مع الأقليات المسيحية واليهودية، وكانوا أكثر تسامحًا تجاه الأقليات الدينية من المماليك الحكام المسلمين السابقين للمنطقة.
كانت الملّة الأرثوذكسية أكبر الملل غير الإسلامية في الدولة العثمانية، وقد انقسم أتباعها إلى عدّة كنائس أبرزها كنيسة الروم، والأرمن، والأقباط، والبلغار، والصرب، والسريان، وكانت هذه الكنائس تُطبق قانون جستنيان في مسائل الأحوال الشخصية. خصّ العثمانيون المسيحيين الأرثوذكس بعدد من الامتيازات في مجاليّ السياسة والتجارة، وكان هذا في بعض الأحيان بسبب ولاء الأرثوذكسيين للدولة العثمانية. اضطلع أرمن ويونانيين الدولة العثمانية بدور مالي وتجاري من خلال ربط وظائفها الرئيسية للمنتجين والمستهلكين مثل: التجار، ومقرضو الأموال، إلخ. وصنف كل أرمن ويونانيين الدولة العثمانية كأقلية وسيطة. كما وكان للشوام المشرقيين الكاثوليك دور مؤثر في تطوير العمارة في الدولة العثمانية؛ وترك الكاثوليك المشرقيين العديد من القصور والمنازل الفخمة والمآثر العمرانيَّة في مدينة إزمير. وكان عماد من الشوام الكاثوليك من التجار والصناعيين والبرجوازيين. خلال القرن الثامن عشر أصبح المسيحيين في حلب ودمشق وإسطنبول وإزمير والإسكندرونة أرباب عمل ونخبة ثريّة،  وكانت الطوائف المسيحية تزداد ثروة وثقافة ونفوذًا، وفي تلك الحقبة كان مسيحيو حلب ودمشق من الروم الأنطاكيين والسريان) أكثر ثراءً من المسلمين.
تبوأت العديد من الشخصيات ذات الأصول المسيحية مناصب حساسة في الدولة العثمانية، منهم روكسلانا إبنة لكاهن أرثوذكسي،  ونوربانو سلطان،  والسلطانة صفية،  والسلطانة كوسم إبنة لكاهن أرثوذكسي،  وترخان خديجة سلطان،  ورابعة كلنوش سلطان إبنة لكاهن أرثوذكسي،  وصالحة سبكتي سلطان، وصالحة سبكتي سلطان، ومهر شاه سلطان ابنة لقس أرثوذكسي جورجي،  قد حملن هؤلاء لقب السلطانة الأم. كما كان كل من الصدر الأعظم زغانوس باشا،  ومحمود باشا،  وداود باشا،  ومسيح باشا، وأحمد باشا البوسني،  وإبراهيم باشا الفرنجي،  من أصول مسيحية وتحولوا أو أجبروا على التحول إلى الإسلام لاحقاً. كما وكان معمار سنان أشهر معماري عثماني من أصول مسيحيَّة. وتشير الوثائق التاريخيَّة إلى أنَّ شاهزاده يحيى ابن السلطان محمد الثالث العثماني، قد تحوّل إلى المسيحية الأرثوذكسيَّة؛ وقد هرب إلى بلاد اليونان ومن ثم إلى بلغاريا وصولاً للجبل الأسود بعد وفاة أبيه. وبالإضافة لذلك أنشأ العثمانيين فرقاً من الفتيان المسيحيين الروم والأوروبيين الذين تم جمعهم من مختلف الأنحاء جيشًا قويًا عُرف بجيش الإنكشارية. وبحسب نظام الدوشيرمة كان يتم أخذ الذكور في سن صغيرة من أبناء المسيحيين في البلقان والأناضول، وكان هؤلاء الصغار يربون في معسكرات خاصةً بهم، يتعلمون اللغة والعادات والتقاليد التركية، ومبادئ الدين الإسلامي، وعلى أسس الدولة العثمانية، ثم يصبحون من طبقة موظفي الدولة والجيوش الإنكشارية حسب الأصلح.

#### يونان الفنار

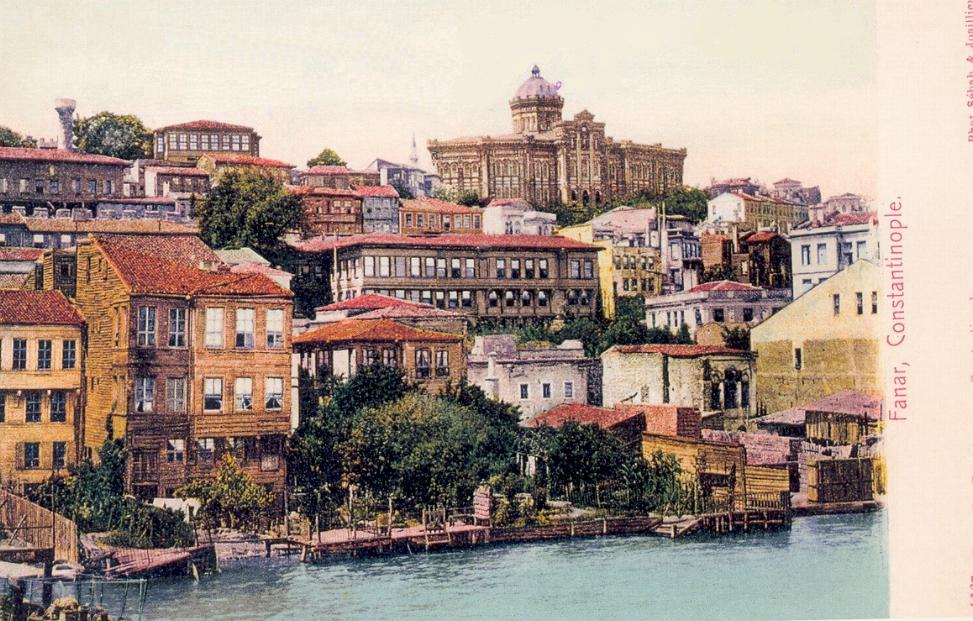
صورة تاريخية لحي الفنار معقل يونان الفنار التاريخي وتظهر في الصورة مدرسة القديس جريس.

كان المسيحيون خاصًة الأرمن واليونانيين عماد النخبة المثقفة والثرية في عهد الدولة العثمانية، وكانوا أكثر الجماعات الدينية تعليمًا،  ولعبوا أدوارًا في تطوير العلم والتعليم واللغة والحياة الثقافية والاقتصادية. ظهر في القرن الثامن عشر نفوذ يونان الفنار في الدولة العثمانية. ويونان الفنار هم أبناء عائلات يونانية أرستقراطية سكنت في حي الفنار في مدينة إسطنبول، وحي الفنار هو مركز بطريركية القسطنطينية المسكونية، أي مركز الأرثوذكسية الشرقية. كان لهذه العائلات نفوذ سياسي داخل الدولة العثمانية ونفوذ ديني في تعيين البطريرك، الزعيم المسيحي في الدولة العثمانية. كانت عائلات حي الفنار عائلات يونانية فارتبطت بالحضارة الهلنستية والحضارة الغربية فشكلت الطبقة المتعلمة والمثقفة في الدولة العثمانية، مما أفسح لها نقوذًا سياسيًّا وثقافيًّا. اشتغل أفراد هذه العائلات في التجارة والصيرفة وفي السياسة والتعليم، وأنتمى غالبيتهم إلى عائلات من أصول النبالة البيزنطية.
لعب الإغريق دوراً رائداً في الدولة العثمانية،  ويرجع ذلك جزئياً إلى حقيقة أن المحور المركزي للدولة، سياسياً وثقافياً واجتماعياً، كان قائماً على تراقيا الغربية ومقدونيا اليونانية، في شمال اليونان، وبالطبع تمركزت في العاصمة البيزنطية السابقة، القسطنطينية، ذات الأغلبية اليونانية. وكنتيجة مباشرة لهذا الوضع، لعب الناطقين باللغة اليونانية دوراً هاماً للغاية في المؤسسة التجارية والدبلوماسية العثمانية، وكذلك في حياة الكنيسة الشرقية. ويُمكن إرجاع جذور النجاح الإغريقي في الدولة العثمانية إلى التقليد اليوناني في التعليم والتجارة والمتمثل في يونان الفنار، والذي كان لهم من ثروتهم القائمة على التجارة وبراعتهم في السياسة ما ضمن لهم مركزاً رفيعاً في الدولة العثمانية. وكانت ثروة طبقة التجار الواسعة النطاق التي وفرت الأساس المادي للإحياء الفكري الذي كان سمة بارزة للحياة اليونانية في نصف القرن وأكثر مما أدى إلى اندلاع حرب الاستقلال اليونانية في عام 1821. وليس من قبيل الصدفة، عشية عام 1821، كانت المراكز الثلاثة الأكثر أهمية للتعلم اليوناني تقع في خيوس، وسميرنا وأيفاليك، وجميعها من المراكز الرئيسية الثلاثة للتجارة اليونانية. كما تم تفضيل النجاح اليوناني بالسيطرة اليونانية على الكنيسة الأرثوذكسية الشرقية. يذكر أن اليونانيين العثمانيين سيطروا على 45% من رأس المال في الدولة العثمانية قبل عام 1914.

#### الأرمن العثمانيون

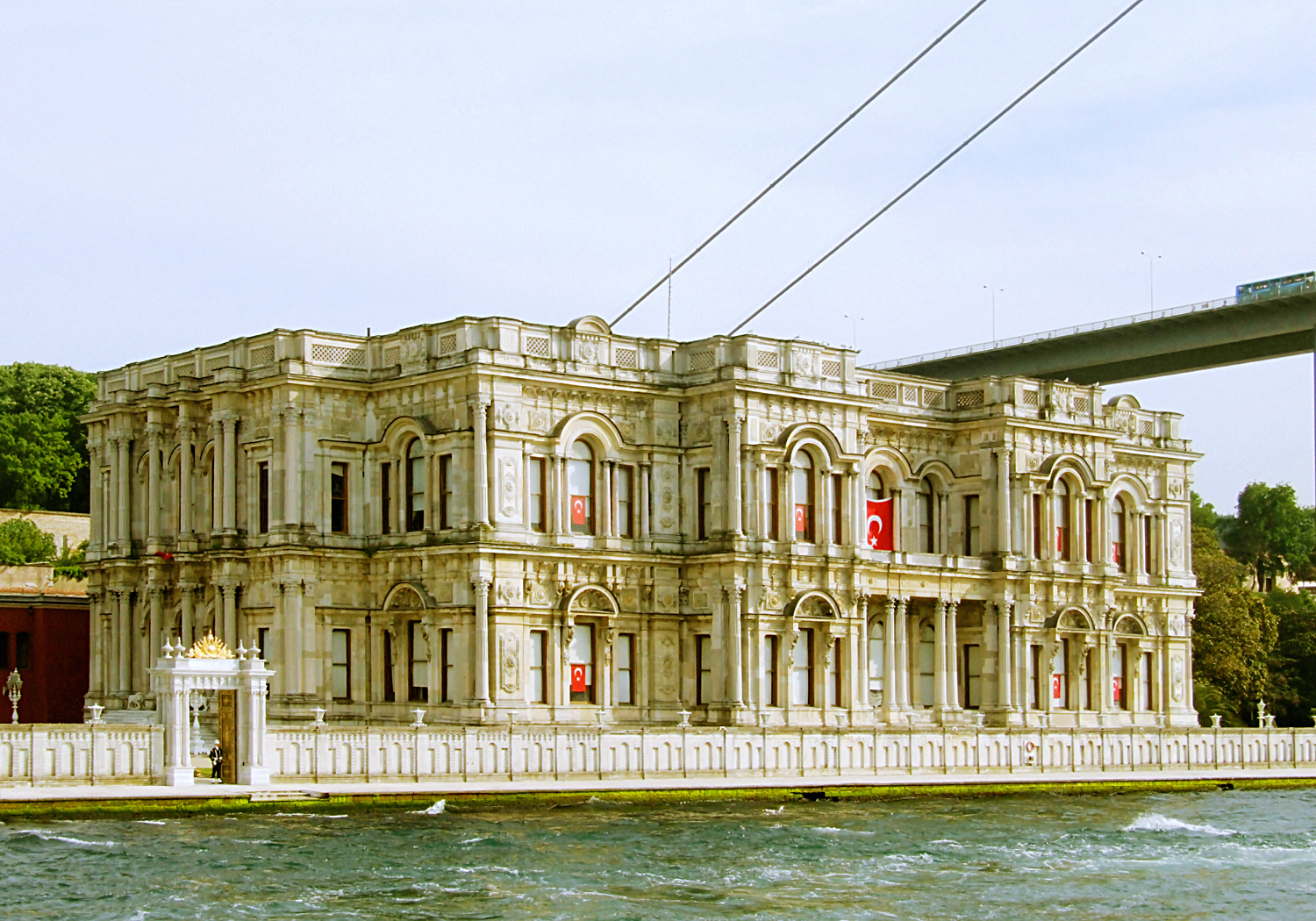
قصر بيلارباي في إسطنبول: من تصميم عائلة باليان الأرمنية المسيحيَّة.

خلال القرن التاسع عشر تحسنت أوضاع الملّة الارمنية الأرثوذكسية لتصبح أكثر طوائف الدولة العثمانية تنظيمًا وثراءً وتعليمًا، وعاشت النخبة من الأرمن في عاصمة الإمبراطورية العثمانية مدينة إسطنبول حيث تميزوا بالغنى الفاحش وعلى وجه الخصوص العائلات الكبيرة المعروفة آنذاك كعائلة دوزيان وباليان ودادايان حيث كان لهم نفوذ اقتصادي كبير في الدولة. إلى جانب الاستفادة من تطور بنية المدراس الأرمنية التابعة للكنيسة عمل الارمن في التجارة والمهن الحرة مما أدى إلى تحسن أوضاعهم الاجتماعية، ظهر أشخاص احتلوا مناصب هامة مثل المحسن ورجل الأعمال كالوست كولبنكيان والذي لعب دورًا رئيسيًا في جعل احتياطي النفط في الشرق الأوسط متاحًا للتنمية الغربية. حقق بعض الأرمن النجاح كتجار وحرفيين، خصوصاً سكان المدن. وأدت مشاركة الأرمن في التجارة الدولية في القرنين السابع عشر والثامن عشر إلى إنشاء مستوطنات أرمنية مهمة في إسطنبول ومدن الموانئ العثمانية وبعيدًا مثل الهند وأوروبا. على الرغم من سيطرة المسلمين على المجتمع العثماني، إلا أن عددًا من العائلات الأرمينية تمكنت من الوصول إلى مناصب بارزة في البنوك والتجارة والحكومة. فعلى سبيل المثال، كان كبار مهندسي البلاط العثماني، لعدة أجيال في القرنين الثامن عشر والتاسع عشر، من عائلة باليان الأرمنية. وعمل العديد من الأرمن واليونانيين في منصب الترجمان ودليل رسمي بين البلاد المتحدثة بلغات أهمها التركية والعربية والفارسية واللغات الأوروبية، وأيضا بين البعثات الأوروبية والتجار.
أنشأ الأرمن الصحافة الأولى في الدولة العثمانية ولعّل دريان كليكيان الصحفي ومؤسس أولى الصحف في تركيا والبروفسور في جامعة اسطنبول العثمانية أبرز هؤلاء، ولعب ارمن تركيا دورا في تطوير الأدب الارمني، وأشرفت أسرة باليان الأرمنيَّة المسيحيَّة على تصميم وبناء العديد من المباني الرئيسية في الدولة العثمانية، بما في ذلك القصور (مثل قصر بكلربكي وقصر طولمة باغجة وقصر يلدز) والقناق والأكشاك والمساجد والكنائس والمباني العامة المختلفة. وخدم تسعة من أعضاء العائلة ستة سلاطين في سياق قرن تقريبًا وكانوا مسؤولين عن الهندسة المعمارية للعاصمة. نظم الأرمن أنفسهم فأنشؤوا النوادي والأحزاب السياسية والجمعيات الخيرية بالإضافة إلى المدارس والكنائس والمستشفيات.

#### النهضة العربية الحديثة

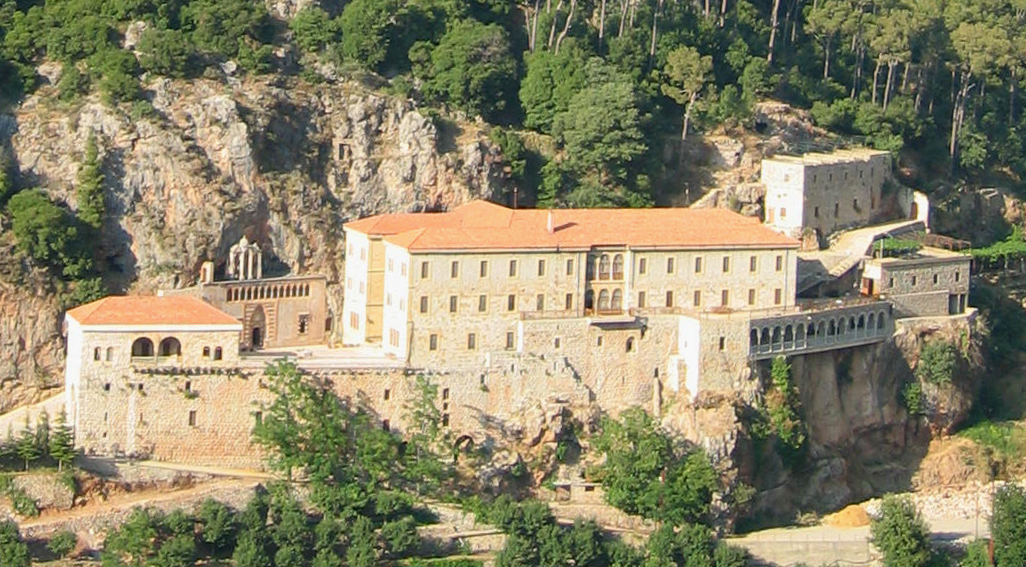
دير مار أنطونيوس قزحيا، تأسست فيه أول مطبعة في الشرق الأوسط.

أسس الموارنة الكاثوليك والدروز لبنان الحديث في أوائل القرن الثامن عشر، من خلال نظام حكم واجتماعي عُرِف باسم «الثنائية المارونية - الدرزية» في متصرفية جبل لبنان،  والتي كانت من بين المراكز الرئيسية للنهضة الثقافية العربية، مما أدى إلى إنشاء المدارس والجامعات والمسرح والمطابع وازدهار الأدب والسياسة. لعب المسيحيون العرب دورًا رائدًا في النهضة الثقافية العربية،  فكانوا أول من أدخل المطبعة إلى البلدان العربية من خلال مطبعة دير قزحيا في لبنان ثم مطبعة حلب عام 1706، وساعدوا منذ منتصف القرن التاسع عشر على نشر التعليم وتأسيس المدارس العربية،  فافتتحت الجامعات المسيحية بجهود المرسلين كانت أولها الكلية الإنجيلية السورية عام 1866 وجامعة القديس يوسف عام 1875 في بيروت وجامعة الحكمة في بغداد مما أدى إلى انتعاش الحركة الفكرية، وقد خرَّجت المدارس المسيحية عددًا وافرًا من أعلام العربية في تلك المرحلة،  وقد أسهم المسيحيون في إحياء التراث والأدب العربي،  وكان من أبرز أعلام الأدب جبران خليل جبران وقسطاكي الحمصي وميخائيل نعيمة ومي زيادة وأمين الريحاني وشفيق معلوف وإلياس فرحات ومريانا مراش وفرنسيس مراش وعبد الله مراش، ومن الشعراء والمؤرخين برز إيليا أبو ماضي وخليل مطران والأخطل الصغير ونعمة الله الحاج وعيسى إسكندر وصليبا الدويهي ورشيد سليم الخوري. وبرز في الصحافة جرجي زيدان مؤسس مجلة الهلال عام 1892، ويعقوب الصروف مؤسس صحيفة المقطم، وسليم العنجوي مؤسس «مرآة الشرق»، وإسكندر شلهوب مؤسس مجلة السلطنة عام 1897، وسليم تقلا وشقيقه بشارة تقلا مؤسسا جريدة الأهرام. كما ولعب كل من ناصيف اليازجي وابنه إبراهيم اليازجي وبطرس البستاني - أول من ابتدأ بمشروع دائرة معارف باللغة العربية - دورًا في إعادة استخدام اللغة الفصحى بين العرب في القرن التاسع عشر. أما على صعيد المسرح فقد كان للمسيحيين دور متألق مع مارون عبود ومارون النقاش اللذين ساهما في تأسيس الحركة المسرحية في مصر.
شارك المسيحيون في نقل مفاهيم الدولة الحديثة إلى العرب،  كمفاهيم الحرية والمساواة وتكافؤ الفرص والحق بالتعليم وتحديث الدولة، وأكدوا اعتزازهم بانتمائهم القومي، ومنهم بطرس البستاني الذي دعا إلى تعليم العلوم الحديثة، وعمل لنشر مبدأ العدالة وفصل السلطات في الدولة وإدخال التعليم الإلزامي، وألف القاموس المحيط ثم بدأ تاليف دائرة المعارف وأنشأ صحفاً «الجنان، الجنينة»، وافتتح مدارس على أسس قومية طلابها مسلمون ومسيحيون، وأسهم في إحياء التراث العربي، وفرنسيس مراش الذي تحزب للعقل ونادى بالحرية والمساواة ومحاربة الاستبداد والاستعباد وطالب بالمواطنة مرجعية للجميع، ومنهم أيضاً أديب إسحق الذي عارض الاستعمار والتدخل الأجنبي، ونادى بالوحدة العربية. ولعل فرح أنطون من أهم النهضويين العرب، فقد كان محرراً في عدد من الصحف وترجم إلى العربية مؤلفات عديدة وألف كتباً وساجل محمد عبده ونادى بالمساواة والعدالة والولاء القومي.

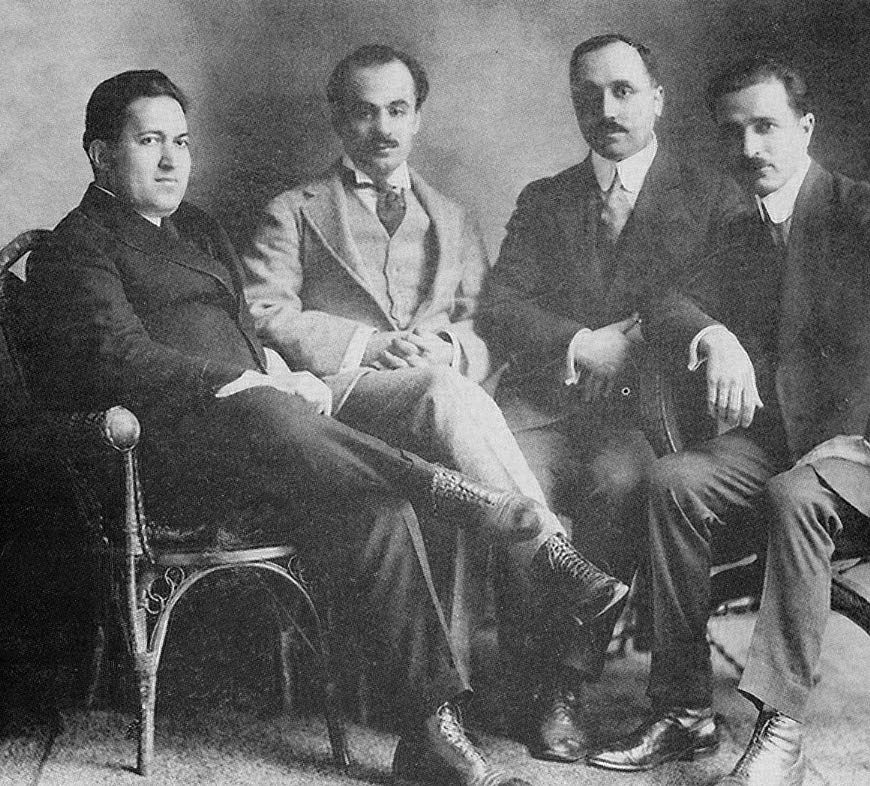
أعضاء الرابطة القلمية: ميخائيل نعيمة، عبد المسيح حداد، جبران خليل جبران، نسيب عريضة، كان جميعهم من المسيحيين.

وقد لعب المسيحيون العرب أدوارًا مماثلةً في الأدب والشعر العربيين والمسرح والصحافة، ليس فقط في العالم العربي، إذ إن أعدادًا كبيرة قد هاجرت نحو العالم الجديد وشهدت نيويورك ميلاد الرابطة القلمية. أسهم المسيحيون العرب في تأسيس الجمعيات، بدءاً من أوائل النصف الثاني من القرن التاسع عشر،  وأخذت الجمعيات أسماءً غير سياسية، لكنها كانت أحزاباً بأسماء جمعيات، أهدافها الحقيقية سياسية وقومية وتنويرية، وهدفها كان العمل لانتزاع حقوق العرب من السلطة العثمانية، وأخيراً تحقيق اللامركزية. وانتشرت الجمعيات في المدن العربية، وأصدرت الصحف والكتب والمنشورات، وقامت بنشاطات ثقافية وسياسية واسعة،  وكان من أبرز الجمعيات: الجامعة العربية والإخاء العربي العثماني والمنتدى الأدبي والجمعية العربية الفتاة وجمعية العهد والجمعية القحطانية وحزب الإصلاح، وكان حوالي نصف عدد أعضاء المؤتمر العربي الأول باريس 1913 من العرب المسيحيين.
في أواخر العصر العُثماني برز أعلامٌ مسيحيُّون كان لهم الفضل في إحياء اللُغة العربيَّة التُراثيَّة (عربيَّة قُريش) وتبسيطها وإدخال بعض التعديلات عليها، فكان أن وُلدت اللُغة العربيَّة الفُصحى المُعاصرة المُستخدمة في المُؤلفات المكتوبة وفي الإعلام المنطوق، ومن هؤلاء: الشيخ ناصيف اليازجي وابنه إبراهيم اليازجي والمُعلِّم بُطرس البُستاني.
تذكر المكتبات، والمسارح، والجمعيات السياسية والأدبية أيضًا، وغزارة الأدباء والشعراء الموارنة،  بوصفها إحدى ثمار عصر النهضة، فعلى سبيل المثال الرابطة القلمية أحد أركانها الأساسيين مارونيان هما جبران خليل جبران وميخائيل نعيمة. كان أعضاء الرابطة القلميّة جميعهم من المسيحيين،  سوريين ولبنانيين، بل إنّ بعضهم كانوا تلقّوا تعليمهم في المدارس التبشيريّة أيضاً. ذلك ما دعا، وفقاً لباحثين مثل شموئيل موريه ومحمد مصطفى بدوي وأنس داود إلى القول بأنّ الثقافة المسيحية كانت الأساس لتجديداتهم، وإلى إبراز الدلالات والملامح المسيحيّة في نتاجهم أيضاً،  وشكلَّت الثقافة المسيحيَّة مقوّماً واضحاً في نتاجهم الأدبي، الشعري والنثري.

## تأثير المسيحيين المعاصر في العالم الإسلامي

### بلاد الشام والعراق

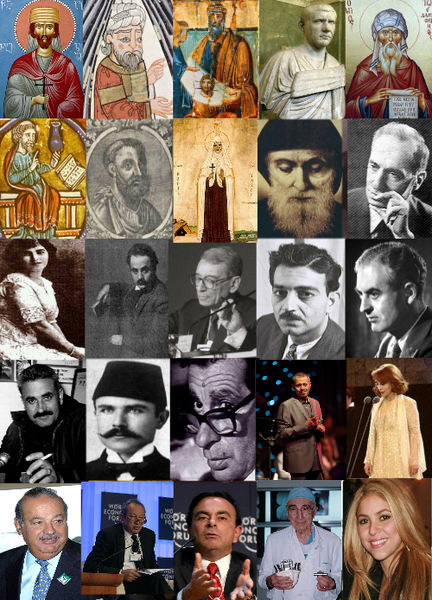
صور لأعلامٍ ومشاهير مسيحيّين عرب، من مختلف المجالات.

أثر المسيحيون العرب بشكل كبير في الثقافة العربية وساهموا فيها في العديد من المجالات التاريخية والحديثة،  بما في ذلك الأدب، والسياسة،  والتجارة والأعمال،  والفلسفة،  والموسيقى والمسرح والسينما،  والطب،  والعلوم.
لقد كوّن المسيحيون في العصر الحديث الطبقة البرجوازية الأساسية في الشام ومصر،  مما جعل مساهمتهم في النهضة الاقتصادية ذات أثر كبير،  على نحو ما كانوا أصحاب أثر كبير في النهضة الثقافية،  وفي الثورة على الاستعمار بفكرهم ومؤلفاتهم وعملهم. وحتى اليوم ما يزال المسيحيون في الشرق الأوسط يلعبون دوراً حضارياً وثقافياً وعلمياً وقومياً ويشكلون نخب سياسية وثقافية واقتصادية واجتماعية في مجتمعاتهم. ويعتبر المسيحيون في الشرق الأوسط أكثر تعليماً بالمقارنة مع الجماعات الدينية الأخرى؛ وهذا يرجع إلى عوامل تاريخية بالإضافة إلى الظروف الحالية،  ووضعهم الاقتصادي - الاجتماعي الأفضل مقارنة بباقي السكان،  وهم أغنياء نسبيًا، ومتعلمون، ومعتدلون سياسيًا. يدير المسيحيون في المنطقة عددًا من المدارس والجامعات ومراكز النشاط الاجتماعي والمستشفيات. وكذلك الأمر في المهجر إذ وصل المسيحيون العرب إلى مناصب سياسية واقتصادية مهمة واستنادًا إلى كريستشن ساينس مونيتور يعتبر المسيحيون العرب في المهجر «أغنياء ومتعلّمين وذوي نفوذ». تتواجد في أمريكا اللاتينية والولايات المتحدة وكندا وأستراليا مجتمعات مسيحية مشرقية بارزة ومندمجة بشكل جيد، ويبرزون في مجال الأعمال التجاريَّة، والتجارة، والخدمات المصرفيَّة، والصناعة، والسياسة.
برز المسيحيون في كافة المجالات، ففي السياسية هناك ميشال عفلق أحد مؤسسي حزب البعث، وأنطون سعادة مؤسس الحزب السوري القومي الاجتماعي، وفارس الخوري الذي شغل منصب رئيس الوزراء في سوريا، وإميل حبيبي وتوفيق طوبي وعزمي بشارة أمثال جورج حبش مؤسس الجبهة الشعبية لتحرير فلسطين، وحنان عشراوي وبطرس غالي رئيس وزراء مصر وحفيده بطرس بطرس غالي الذي شغل منصب أمين عام الأمم المتحدة ومكرم عبيد. وشارل مالك الذي أشرف على وضع الإعلان العالمي لحقوق الإنسان بطلبٍ من الأمم المتحدة، ووزيرة الصحة الأمريكية دونا شلالا، والسياسيَّين الأمريكيَّين رالف نادر وفيليب حبيب، والعسكري الأمريكي، وقائد القوات الأمريكية الأسبق في العراق جون أبي زيد، والنائب في البرلمان الكندي ماريا موراني.
على صعيد الفن هناك عدد من المغنين المسيحيّين المشهورين على مستوى الشرق الأوسط، أمثال فيروز وهي مطربة ومغنية لبنانية مسيحية وواحدة من أيقونات الموسيقى العربية، ووديع الصافي، وماجدة الرومي وجورج وسوف ونوال الزغبي واليسا ونجوى كرم وغيرهم، وعلى صعيد التمثيل هناك باسم ياخور وقصي خولي وغيرهم، والإخراج يوسف شاهين ونادين لبكي.
وفي المجال العلمي هناك إلياس خوري الحائز على جائزة نوبل في الكيمياء وبيتر مدور الحائز على جائزة نوبل في الطب من أصول مسيحية لبنانية،  وآرديم باتابوتيان الحائز على جائزة نوبل في الطب عام 2021 وهو من أصول أرمنية لبنانية،  ومايكل عطية عالم في الرياضيات والهندسة الرياضية، وشارل العشي مسؤول في وكالة الفضاء الأميركية ناسا وسالم حنا خميس الخبير الاقتصادي في هيئة الأمم المتحدة، وجورج حاتم طبيب الملايين الذي ساند ماو تسي تونغ في ثورته الشيوعية، كما ويعتبر كل من مجدي يعقوب ومايكل دبغي رواد جراحة القلب في العالم. تضم قائمة علماء الكمبيوتر والشخصيات التي برزت في عالم التكنولوجيا كل من طوني فاضل وهو أحد مخترعي مشغل آي بود وهاتف آي فون وهو من أصول رومية أنطاكية، وريتشارد راشد مؤسس أبحاث مايكروسوفت،  وعالم هندسة الحاسوب جرير حداد المطور المشارك والمصمم لآلة معالجة البيانات الإلكترونية IBM 701، وجين باولي أحد مؤسسي لغة الترميز القابلة للامتداد. وعلى الصعيد الاقتصادي فيذكر أن أثرى رجل في العالم هو الماروني المكسيكي اللبناني الأصل كارلوس سليم الحلو،  وكارلوس غصن رئيس شركة نيسان موتورز ومجموعة رينو ونيكولا حايك رئيس شركة سواتش، وأنطون شويري الذي يطلق عليه إمبراطور الإعلان العربي وهو الرئيس المؤسس لمجموعة الشويري، وهي مجموعة شركات رائدة في حقل التمثيل التجاري لوسائل الإعلام، كما وتحتل أسرة أنسي ساويرس رأس قائمة أغنى أغنياء مصر، وذلك حسب التصنيف السنوى الذي تصدره مجلة فوربس.

### مصر

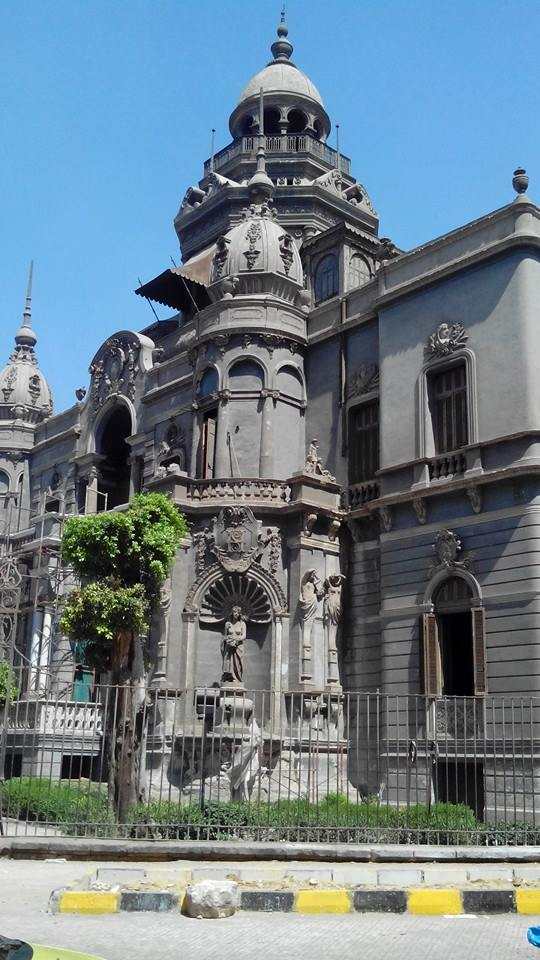
قصر السكاكيني والذي يعود لأسرة السكاكيني وهم من شوام مصر المسيحيين.

لعب مسيحيو مصر الأقباط دوراً مركزياً في النهضة العربية وتحديث مصر والوطن العربي ككل،  وساهموا في «الحياة الاجتماعية والسياسية والنقاشات الرئيسيَّة مثل الوحدة العربية، والحكم الرشيد، وإصلاح التعليم، والديمقراطية»،  وازدهروا في الأعمال التجاريَّة. خلال القرن التاسع عشر لعب عدد من المسيحيين العرب من أبناء المهاجرين من سوريا العثمانية، والذي كان ينتمي غالبيتهم إلى الكنيسة الأرثوذكسية الشرقية والكنائس الكاثوليكية الشرقية (الكنيسة المارونية وكنيسة الروم الملكيين الكاثوليك)، دورًا طليعيًا في تحديث المجتمع وعصرنته والانفتاح على الغرب الأوروبي وإنشاء دور الصحف وتحديث الطباعة والنشر وكذلك العمل في المهن الحرة والمصارف وكانوا جزءًا من الطبقة الثرية والمتعلمة. ومع مطلع القرن العشرين بلغ عددهم أكثر من مائة ألف وعلموا في مختلف المهن سواء صناعيّة أو تجاريّة أو خدميّة، وقدرت ثرواتهم بحوالي 10% من الناتج المحلي الإجمالي في مصر. دفع هذا النجاح الإقتصادي الشوام إلى إنشاء مدارس وجمعيات خاصة، إرتبطت غالباً بكنائسهم التي كانت بمثابة صلة الوصل بين العائلات الشاميّة المهاجرة. واستخدم مصطلح «الشوام» للإشارة إليهم، وقد انتقل بعض هؤلاء المفكرين ذوي الأغلبية المسيحية من سوريا ولبنان وفلسطين إلى القاهرة والإسكندرية التي كانت في ظل الخديوي إسماعيل المكان الأكثر انفتاحًا في الدولة العثمانية؛ برز منهم بشارة وسليم تقلا مؤسسي جريدة الأهرام، رجل الأعمال والمصرفي حبيب السكاكيني ورجال الأعمال من آل صابات وصيدناوي،  وأدباء وشعراء أمثال جورجي زيدان وخليل مطران وفرح أنطون، المسرحي جورج أبيض وغيرهم.
لعب الأقباط في الفترة الليبرالية منذ عام 1919 حتى عام 1952 دوراً كبيراً في السياسة،  وكانوا أعضاء فاعلين في البرلمان وكان مكرم عبيد الرجل الثاني في حزب الوفد مسيحي الديانة، فاحتل منصب سكرتير عام الوفد مكرم عبيد سنوات طوالاً، ثم تلاه إبراهيم فرج، وشكلّ الأقباط جزءاً مهماً من حزب الوفد، كما وكان دورهم في الإقتصاد المصري. خلال هذه الحقبة ازدادت أعداد الجاليات اليونانية، والأرمنيّة، والإيطالية، والشاميَّة (روم أنطاكيون وموارنة)،  والفرنسية، والمالطية. وكان معظمهم من أتباع الديانة المسيحيّة، وتركزّ وجودهم في مدينة الإسكندرية والقاهرة بشكل خاص وفي المنصورة وبورسعيد، وكانوا جزءاً من الطبقة العليا والوسطى المصريَّة، وعملوا في التجارة والصيرفة والطب والصيدلة والمحاماة والمصالح الحكوميّة، وكانوا من أصحاب العقارات الكبيرة والمتاجر والمطاعم والفنادق ومن المصرفيين والوكلاء الماليين. وقدرت ثروة الشوام (المسيحيين في الغالب) الإجمالية بمليار ونصف مليار فرنك، أي ما يعادل 10% من الناتج المحلي الإجمالي المصري. ووفقاً للباحثة آمال أسعد توفيق ساهم الأقباط بفعالية في المجالات الاقتصادية والاجتماعية والثقافية في تلك الحقبة. برز الأقباط ضمن النخب البرجوازية وطبقة كبار التجّار،  وتحسنّ المستوى التعليمي لدى الطائفة القبطيَّة، مع بناء المزيد من المدارس الإرسالية المسيحية،  وكانت الطبقة الوسطى القبطية المتعلمة والنامية أكثر محافظة بالمقارنة مع الطبقة العليا القبطيَّة، وأكثر قرباً للكنيسة، والتي كانت تلعب دوراً رئيسياً في شؤون المجتمع القبطي.
برز عدد من الأقباط في المجالات الاقتصادية والثقافية؛ فهناك تقارير حكومية تقول أن الأقباط يسيطرون على 30% إلى 40% من الاقتصاد المصري،  في حين طبقًا لتقديرات غير رسمية فثروة الأقباط لاتقل عن 50% من حجم الاقتصاد المصري،  وأن 22% من شركات القطاع الخاص المصري التي تأسست خلال فترة التخلي عن الاشتراكية بين عامي 1974 و1995 هي لأقباط أيضًا،  ويمتلك الأقباط 60% من الصيدليات و45% من العيادات الطبية الخاصة،  كما ويحتل أربعة من الأقباط من أسرة ساويرس (ناصف ساويرس ونجيب ساويرس وأنسي ساويرس وسميح ساويرس) رأس قائمة أغنى أغنياء مصر، وذلك حسب التصنيف السنوي الذي تصدره مجلة فوربس عام 2019. وقدرَّت مجلة فوربس صافي قيمة العائلة في عام 2008 بحوالي 36 مليار دولار أمريكي. وفقاً للباحث لويس فرج فإن الطبقة الوسطى القبطيَّة في نمو وازدهار منذ منتصف القرن العشرين مع انخراط الأقباط المتزايد في التجارة والمهن الطبيَّة والأكاديميّة وكعمال الياقات البيضاء، ويشير أيضاً إلى أن الأقباط ما زالوا يلعبون الدور الرئيسي في الإدارة المالية للدولة في مصر، حيث يملكون 20% من إجمالي رأس مال الدولة، وحوالي 45% من معاشات الوظائف الحكومية. وفقاً للباحث أندريا روغ من المعتقد أنَّ المسيحيين من أتباع الكنيسة الأسقفية أن يكونوا من الطبقة العليا، والمسيحيين الإنجيليين من الطبقة الوسطى المتعلمة والطبقة العليا، في حين يتوزع الأقباط الأرثوذكس على كافة شرائح المجتمع الطبقيَّة. ويتفاوت الوضع الاجتماعي والاقتصادي للأقباط الأرثوذكس من أصحاب المليارديرات مثل عائلة ساويروس وباسيلي وصاروفيم ولكح، والعائلات السياسية والنافذة مثل عائلة غالي وعبيد وعبد النور،  إلى سكان مخيمات جامعي النفايات في المقطم. كما أن المسيحيين هم المجموعة الدينيَّة الأكثر تعلمًا في مصر حيث وفقًا لدراسة قامت بها مركز بيو للأبحاث عام 2016 تحت اسم الدين والتعليم حول العالم حوالي 23% من المسيحيين في مصر حاصلين على تعليم عال ومن حملة الشهادات الجامعيَّة، بالمقارنة مع 16% من المسلمين في مصر.

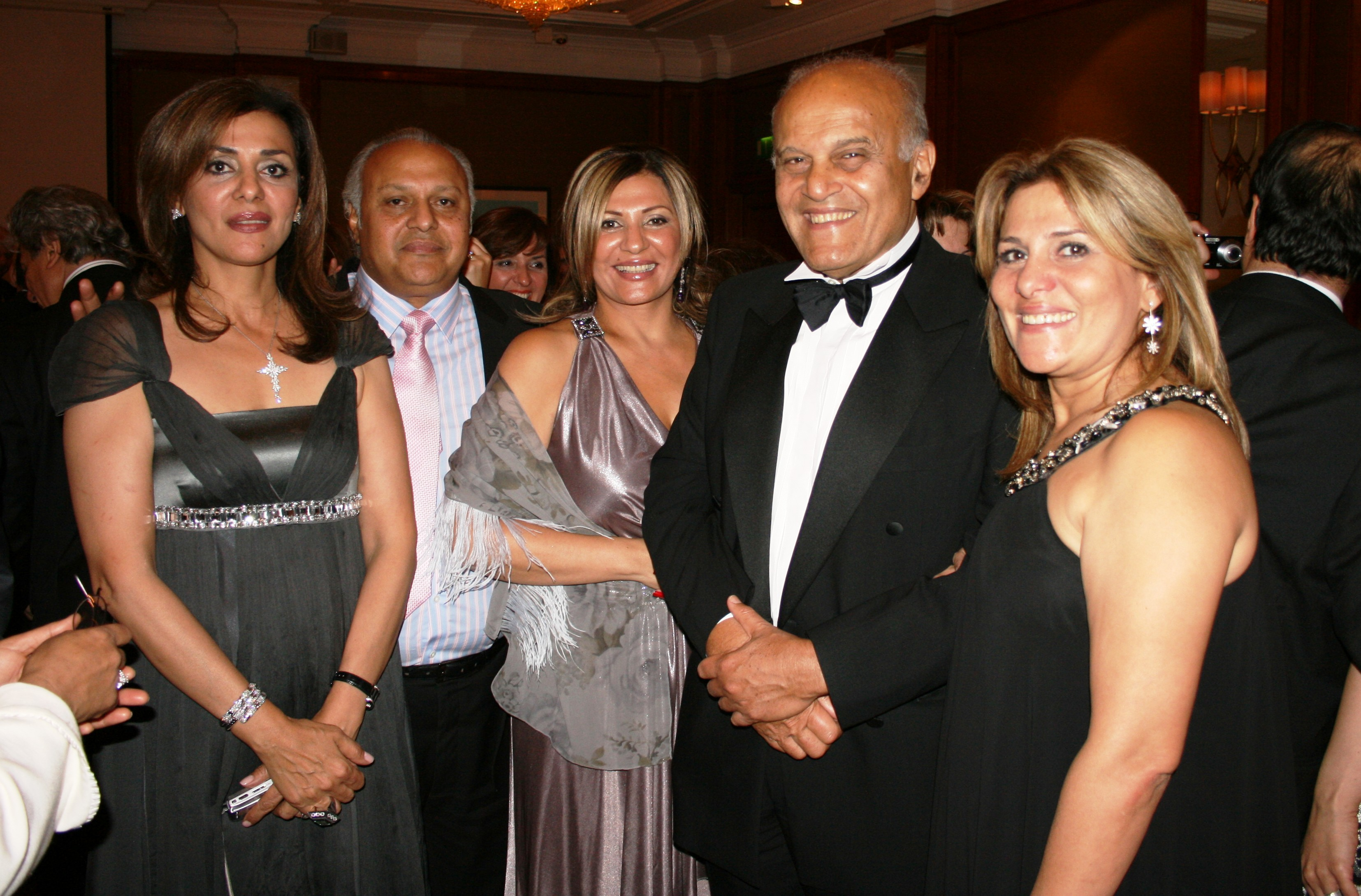
مجدي يعقوب: طبيب مسيحي مصري وهو من أشهر جراحي القلب في العالم.

وفقاً لبحث نشرته كيوساينس يتمتع الأقباط في مصر بمستوى تعليمي أعلى نسبيًا، وبمؤشر ثروة أعلى نسبياً، وتمثيل أقوى في وظائف ذوي الياقات البيضاء، ولكن بتمثيل محدود في الأجهزة الأمنية. بالإضافة إلى ذلك، معظم المؤشرات الديموغرافية والاجتماعية والاقتصادية والصحية متشابهة بين الأقباط والمسلمين. وفقاً للباحث محمد صالح كان الأقباط تاريخياً الأقباط أقلية في النخبة السياسية، وكانت المناصب العليا التي وصل إليها الأقباط مقتصرة على البيروقراطية المتوسطة والمنخفضة مثل الكتبة والمحاسبين وجباة الضرائب العقارية. ومع ذلك كان الأقباط أكثر ثراءً في المتوسط من المسلمين،  ويعزو الباحثان بوتيشيني وإيكشتاين ذلك إلى تشجيع المسيحيَّة القبطيَّة، مثل اليهودية الربانية، على تراكم رأس المال البشري. كما وكان المسيحيين غير الأقباط أغنياء متجانسين، ومعظمهم من النخب الحضرية.
حضور الأقباط في المجال العام المصري بارز على كافة الأصعدة السياسية والاجتماعية والثقافية والفنية، وقد برزت أيضاً أسماء مسيحية مصرية عالمياً مثل مجدي يعقوب والذي يَدينُ بالديانة المسيحيّة، وهو من أشهر جراحي القلب في العالم. وبطرس بطرس غالي والأمين العام السادس للأمم المتحدة بين عام 1992 إلى عام 1996، ودينا باول نائبة مستشار الأمن القومي الأمريكي للشؤون الإستراتيجية، والمهندس هاني عازر، والعالم رشدي سعيد، والممثل مينا مسعود ورامي مالك وغيرهم.

### المغرب العربي

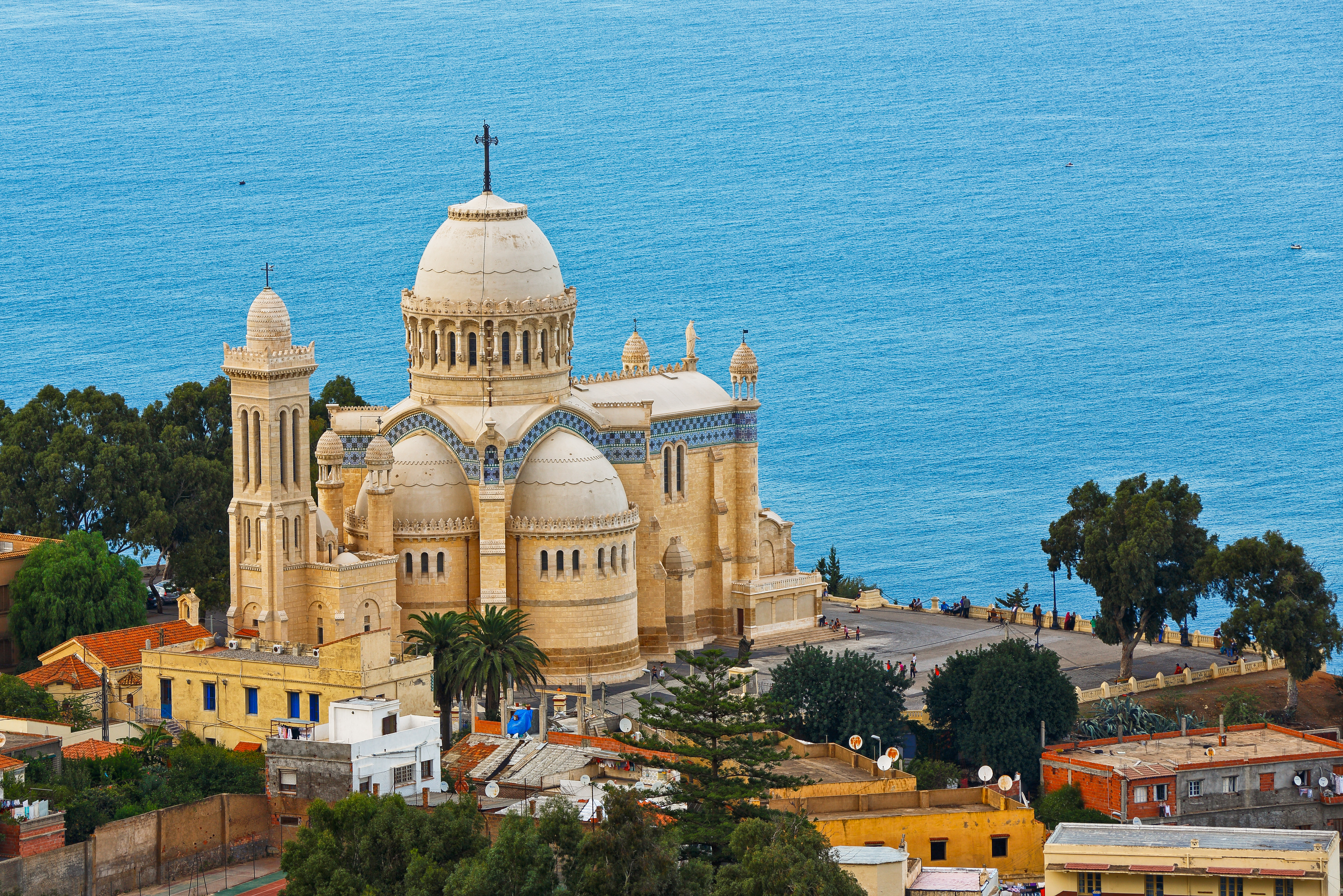
كاتدرائية نوتردام أفريقيا بالجزائر: وهي من معالم المدينة الآثرية.

خلال مرحلة الاستعمار الفرنسي في المغرب العربي أعيد إحياء المسيحية في المغرب العربي، مع قدوم عدد كبير من المستوطنين والمهاجرين الأوروبيين والذين أطلق عليهم لقب الأقدام السوداء، انحدرت أغلبيتهم من أصول فرنسية أو إيطالية أو إسبانية أو مالطية. وفي القرن التاسع عشر وأوائل القرن العشرين، انتعشت المسيحية في الجزائر والمغرب وتونس وليبيا فبُنيت الكنائس والمدارس والمؤسسات المسيحية، ودخل عدد من السكان المحليين المسلمين إلى المسيحية خصوصًا في منطقة القبائل. احتل الكاثوليك ذوي الأصول الأوروبيّة مناصب عليا في الجزائر الفرنسية وتونس والمغرب وأحرزوا نجاحات كبيرة على الصعيد الاقتصادي والثقافي والسياسي، ولعل أبز الشخصيات من هذه الفئة الاجتماعية جوزيف رافو وزير خارجية المملكة التونسية زمن المشير أحمد باي الأول. في عام 1868 أنشأ الكاردينال الكاثوليكي شارل مارسيال لافيجري جمعية تبشيرية في الحراش عُرِفت باسم «الآباء البيض» (بالفرنسيّة:Pères Blancs)، وسبب تسميتهم بهذا الاسم أنهم قرروا أن يلبسوا أردية بيضاء بهدف التناغم مع البيئة الاجتماعية،  وكان الآباء البيض ينشطون بين مناطق الأمازيغ، وفي مدينة وهران حيث أنشأ الآباء البيض مدارس كاثوليكيَّة ضمن أنشطة أخرى. وبنت الكنيسة العديد من المدارس الكاثوليكية والمشافي والمؤسسات الترفيهيَّة لخدمة الجاليات الكاثوليكيَّة في البلاد والتي أستقطبت أيضاً العديد من السكان المحليين وكان لها دور في نشر العلم وتقدم الحياة الفكرية.
مع النمو القوي لأعداد الأمازيغ المسيحيين والكنيسة المحلية في المغرب العربي بدأ المجتمع المسيحي خصوصاً ذوي الأصول الأمازيغية القبايلية والريفية في التأثير على الثقافة المحيطة في الموسيقى والأدب والسياسة. تضم المنطقة على عدد من الكنائس ذات القيمة التاريخية والثقافية، فهناك كنائس وكاتدرائيات مثل كاتدرائية السيدة الإفريقية والتي تعتبر من معالم العاصمة الجزائر السياحية وهي مبنية على طراز العمارة البيزنطية الجديدة،  إلى جانب كنيسة سانتا كروز وهو دير بوهران مشيد فوق جبل مرجاجو تحت حصن سانتا كروز والتي تعني الصليب المقدس، وبازيليكا القديس أوغسطينوس في مدينة عنابة المبنية على الطراز المعماري البيزنطي والعربي،  وكاتدرائية القديس بطرس في مدينة الرباط، وكاتدرائية سيدة لورد في الدار البيضاء، وكنيسة القديس أندرو في طنجة، وكنيسة الشهداء القديسين في مراكش، وكاتدرائية القديس فنسون دو بول في تونس العاصمة، وكاتدرائية القديس لويس بقرطاج، وكنيسة القديس أوغسطينوس والقديس فيديل بحلق الوادي، وكاتدرائية طرابلس، وكاتدرائية بنغازي وغيرها.

### تركيا وإيران

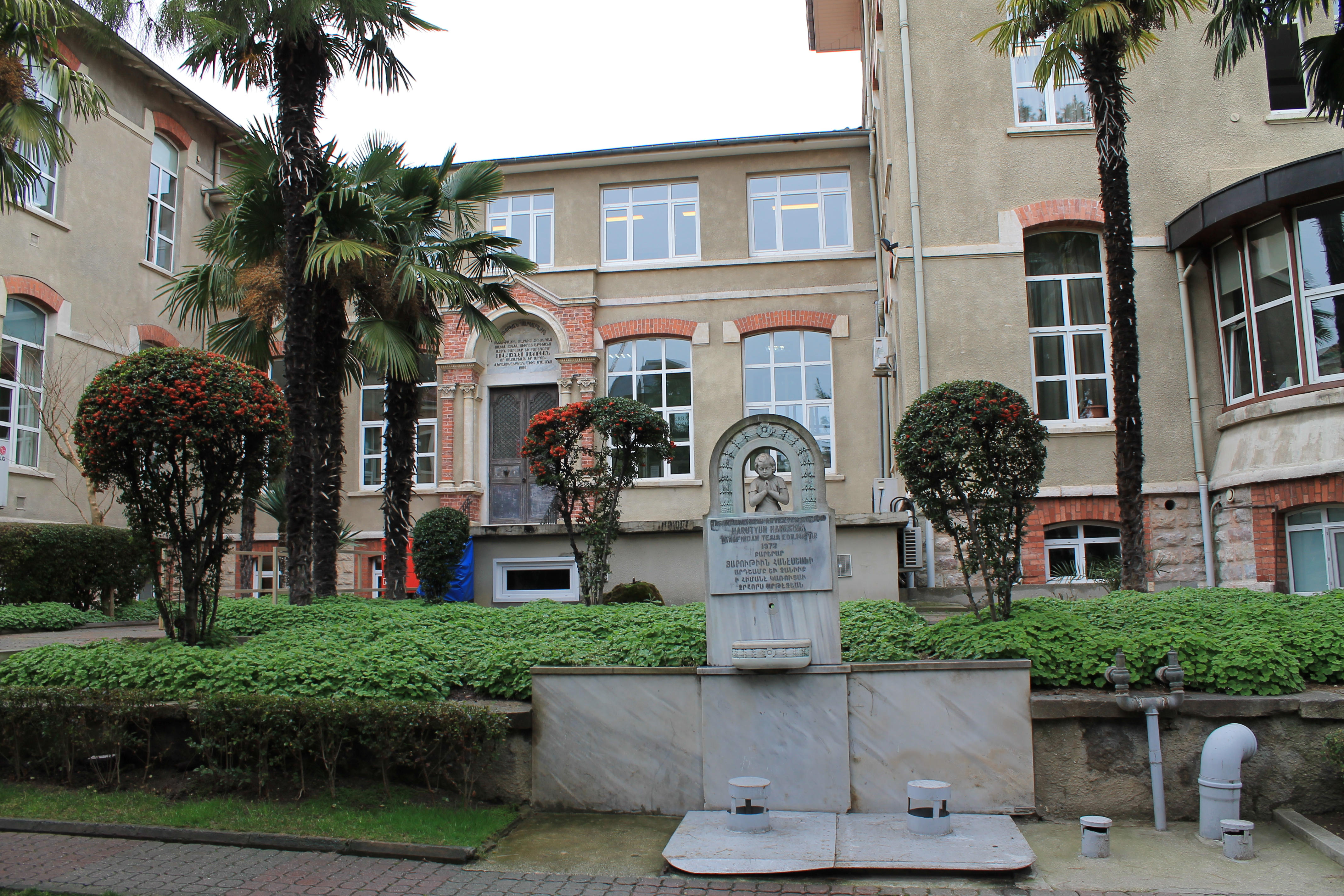
مستشفى المخلص الأرمني في حي بوابة الرمال بإسطنبول.

عشية الحرب العالمية الأولى أسست البرجوازية المسيحية جنبًا إلى جنب المبشرين والإرساليات التبشيرية شبكة واسعة من المدارس (منها كليّة روبرت العريقة) والجامعات والمستشفيات في تركيا الحالية. وكان التفاوت حادّاً جدّاً أكان في الوظائف الاقتصاديّة أم في التعليم، حيث كانت نسبة عموم المسيحيّين المتعلّمين إلى نظرائهم المسلمين نسبة 6 إلى 1. والتفاوت هذا إنّما نجم عن مقاومة الدولة العثمانيّة التعليم الغربيّ بوصفه «مسيحيّاً»، بدل اعتباره «علمانيّاً»، فيما كان الأرمن واليونانيون يعتبرون التعليمَ مفتاحاً للصعود الاجتماعيّ، مستثمرين فيه كما في الطباعة والصحافة. أثرّت أحداث مثل الإبادة الجماعية للأرمن والإبادة الجماعية لليونانيين والتبادل السكاني بين اليونان وتركيا 1923 سلبًا على الطبقة البرجوازية في تركيا، حيث شكل المسيحيين نسبة هامة من الطبقة البرجوازية. وما زال اليونانيون في تركيا يقومون بدور مهم في الحركة التجارية في إسطنبول رغم تضاؤل أعدادهم في السنوات الأخيرة، ولم تحل ضريبة الثروات دون دور مركزي لليونانيين الأتراك في الاقتصاد التركي. فقد كانت لهم اليد الطولى منذ عقد 1940، في صناعات القماش والكاوتشوك والجوارب والحرير والمظلات والجزمات والدباغة. وكان اليونانيون الأرثوذكس رواداً لصناعة السيارات والكيميائيات والصيدلة وفي قطاع الإعلان وفي الألبسة الجاهزة. وما زال هذا الدور مستمراً حتى الآن. وقد برزت أيضاً أسماء مسيحية من أصول تركيَّة عالمياً منهم الفيلسوف والناقد الاجتماعي والاقتصادي كورنيليوس كاستورياديس،  والمؤسس والرئيس التنفيذي السابق لشركة بلاك بيري مايك لازاريديس، والعالم ورجل الأعمال غارو أرمين،  والطبيب السرياني مراد ديلمنر،  وهاكوب مارتايان الذي اشتهر بإنشاء وتطوير اللغة التركية الحديثة،  ولاعبو كرة القدم من أصول سريانية كندي بكرجيكلو وديفيد دورماز وجيمي دورماز والذي تعود أصولهم إلى طور عبدين،  وغيرهم.
أتاحت جهود التحديث التي بذلها رضا بهلوي (1924-1941) ومحمد رضا بهلوي (1941-1979) للمسيحيين الأرمن فرصًا واسعة للتقدم،  وحصل المسيحيين الأرمن على مناصب مهمة في قطاعات الفنون والعلوم والاقتصاد والخدمات، وخاصةً في طهران وتبريز وأصفهان التي أصبحت مراكز رئيسية للأرمن. ولا يزال الأرمن أبرز الأقليات الدينية في إيران، حيث أنَّ للأرمن عضوان في مجلس الشورى الإسلامي الإيراني، أحدهما عن أرمن طهران والشمال، والآخر عن أرمن أصفهان وجنوب إيران. والأرمن تجار أغنياء، ولهم دور بارز في تطوير الصناعات الفنيَّة الدقيقة الخاصة بالمجوهرات والآلات الدقيقة، ويساهمون في الصناعات البتروليَّة. للمسيحيين دور في العمارة والموسيقى والتصوير والطباعة والسينما الإيرانية وغيرها من المجالات.

### البلقان
أثر المسيحيون الألبان بشكل كبير في ثقافة ألبانيا وساهموا فيها في العديد من المجالات التاريخية والحديثة، بما في ذلك الأدب، والسياسة، والتجارة والأعمال، والفلسفة، والموسيقى والمسرح والسينما. شهدت حقبة الحكم العثماني على ألبانيا ظهور الأدب الألباني، الذي كان من رواده العديد من المسيحيين مثل بيتير بوجداني. ودعا بعض من هؤلاء المفكرين الألبان المسيحيين، مثل بيتر بوجداني، إلى الاستقلال عن السيطرة العثمانية، وفي نهاية القرن السابع عشر، قام بوجداني وزميله راسباساني. ولعبت مقاومة إسكندر بك مسيحي الديانة ضد الحكم العثماني دوراً في صقل وتحديد الهوية العرقية الألبانية. وفقًا لدراسة قام بها مركز بيو للأبحاث عام 2016 تحت اسم الدين والتعليم حول العالم يُعتبر المسيحيين المجموعة الدينيَّة الأكثر تعليمًا في البلاد ويميل مسيحيي ألبانيا إلى الحصول على تعليم عال ومن أن يكونوا من حملة الشهادات الجامعيَّة بالمقارنة مع الجماعات الدينية الأخرى،  وكان الحاصلون على جائزة نوبل من ذوي الأصول الألبانية وهما الأم تريزا الحاصلة على جائزة نوبل في السلام وفريد مراد الحاصل على جائزة نوبل في الطب من أتباع الديانة المسيحية. وتدير الكنيسة الكاثوليكية في ألبانيا العديد من المدارس التبشيرية الابتدائية والمتوسطة والثانوية، إضافةً لخمس جامعات وثماني مستشفيات وستة عشر دارًا للمسنين وستة عشر ميتمًا ودارًا للحضانة، وثلاثة مراكز لمساعدة العائلات وحماية الحياة البشرية. في البوسنة ترك إيفان فرانجو جوكيتش وهو راهب فرنسيسكاني، إرث ثقافي وسياسي وبصمة لا تمحى على التاريخ الثقافي للبلاد، حيث يُذكر كأحد مؤسسي الحداثة البوسنية.

### القوقاز وآسيا الوسطى

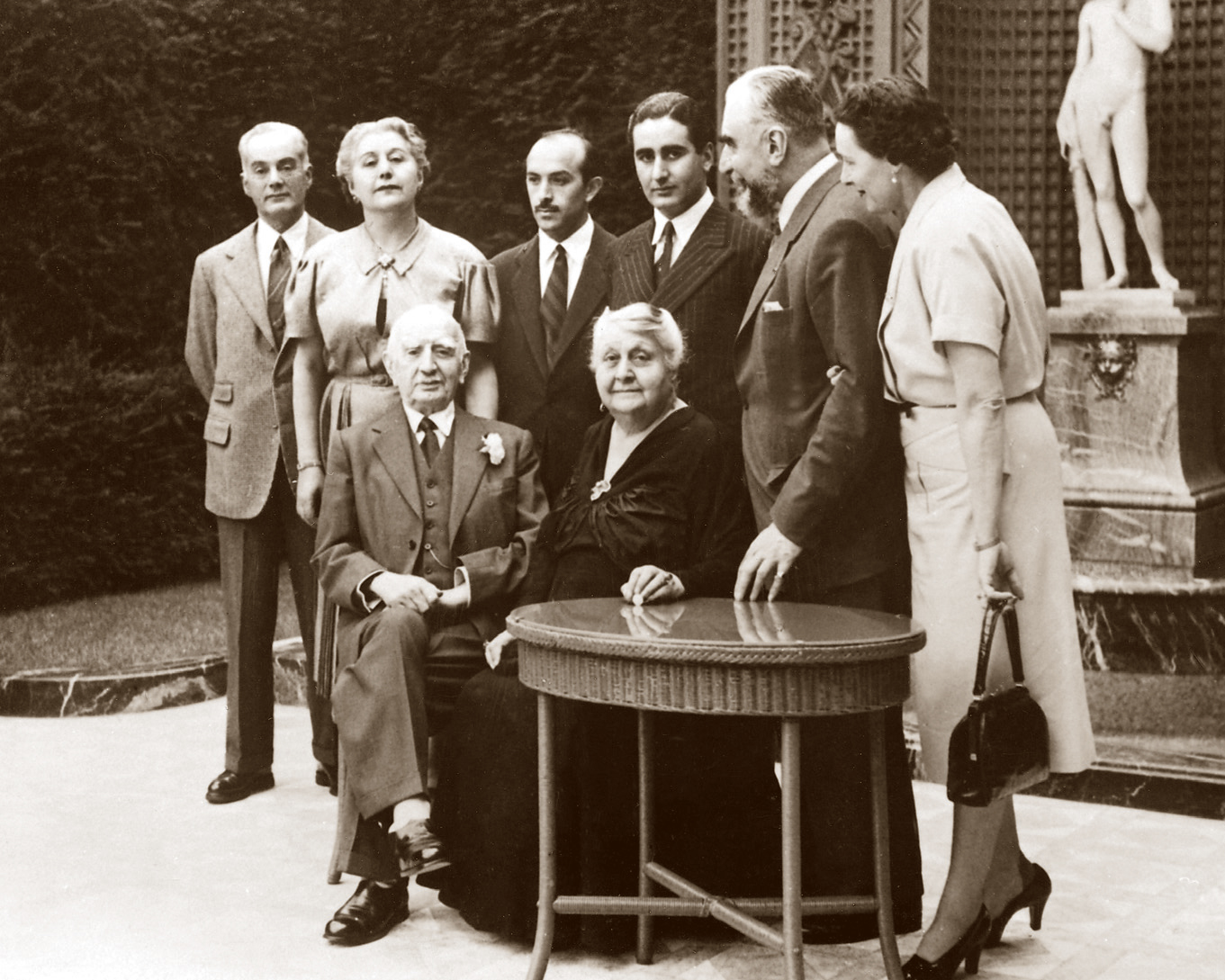
رجل الأعمال كالوست كولبنكيان وأسرته: كان غالبيّة مالكين حقول النفط في باكو من المسيحيين الأرمن.

تاريخياً عاشت أعداد كبيرة من الأرمن في أذربيجان، شهدت باكو تدفقا كبيراً للأرمن بعد عام 1806، وشغل العديد منهم وظائف كتجار ومديرين صناعيين ومسؤولين حكوميين، وسمحت الظروف الاقتصادية التي قدمتها الحكومة الإمبراطورية الروسية للعديد من الأرمن بدخول أعمال إنتاج النفط والحفر المزدهرة في باكو. كانت الجاليّة الأرمنيّة الأرثوذكسيّة في باكو تشكل إحدى المراكز الثقافيّة والاقتصادية والسياسيّة في القوقاز في النصف الثاني من القرن التاسع عشر. حيث كان غالبيّة مالكين حقول النفط من الأرمن. وقد صنف أرمن باكو خلال القرن التاسع عشر كأقلية وسيطة في الإمبراطورية الروسية. وأنشأ الأرمن مجتمعاً نخبوياً في المدينة مع شبكة من الكنائس والمدارس، والتي كانت مسرحاً لثقافة أدبية حية. سمحت الظروف الاقتصادية المواتية التي وفرتها حكومة الإمبراطورية الروسية لكثير من الأرمن بدخول صناعة النفط المزدهرة في باكو. وشكلّ الأرمن جنباً إلى جنب الروس النخبة المالية للمدينة وتركز رأس المال المحلي في أيديهم أساساً. كان الأرمن ثاني أكبر مجموعة في القضاء. بحلول عام 1900، شكلَّت الشركات المملوكة للأرمن ما يقرب من ثلث شركات النفط العاملة في المنطقة. تمكن الأرمن من إعادة تأسيس مجتمع كبير وحيوي في باكو خلال حقبة جمهورية أذربيجان الاشتراكية السوفيتية تكون من المهنيين المهرة والحرفيين والمثقفين المندمجين في الحياة السياسية والاقتصادية والثقافية لأذربيجان.
يلعب المسيحيون خصوصاً ذوي الأصول الروسية دورًا هامًا في الحياة السياسية والاجتماعية في أوزبكستان وتركمانستان وكازاخستان وطاجكستان وقيرغيزستان. ولا يزال الروس الأرثوذكس مجموعة اجتماعية وسياسية مؤثرة في كازاخستان، ولا يزالون نشطين في الحياة العامة والعسكرية والثقافية والاقتصادية في كازاخستان.

### آسيا

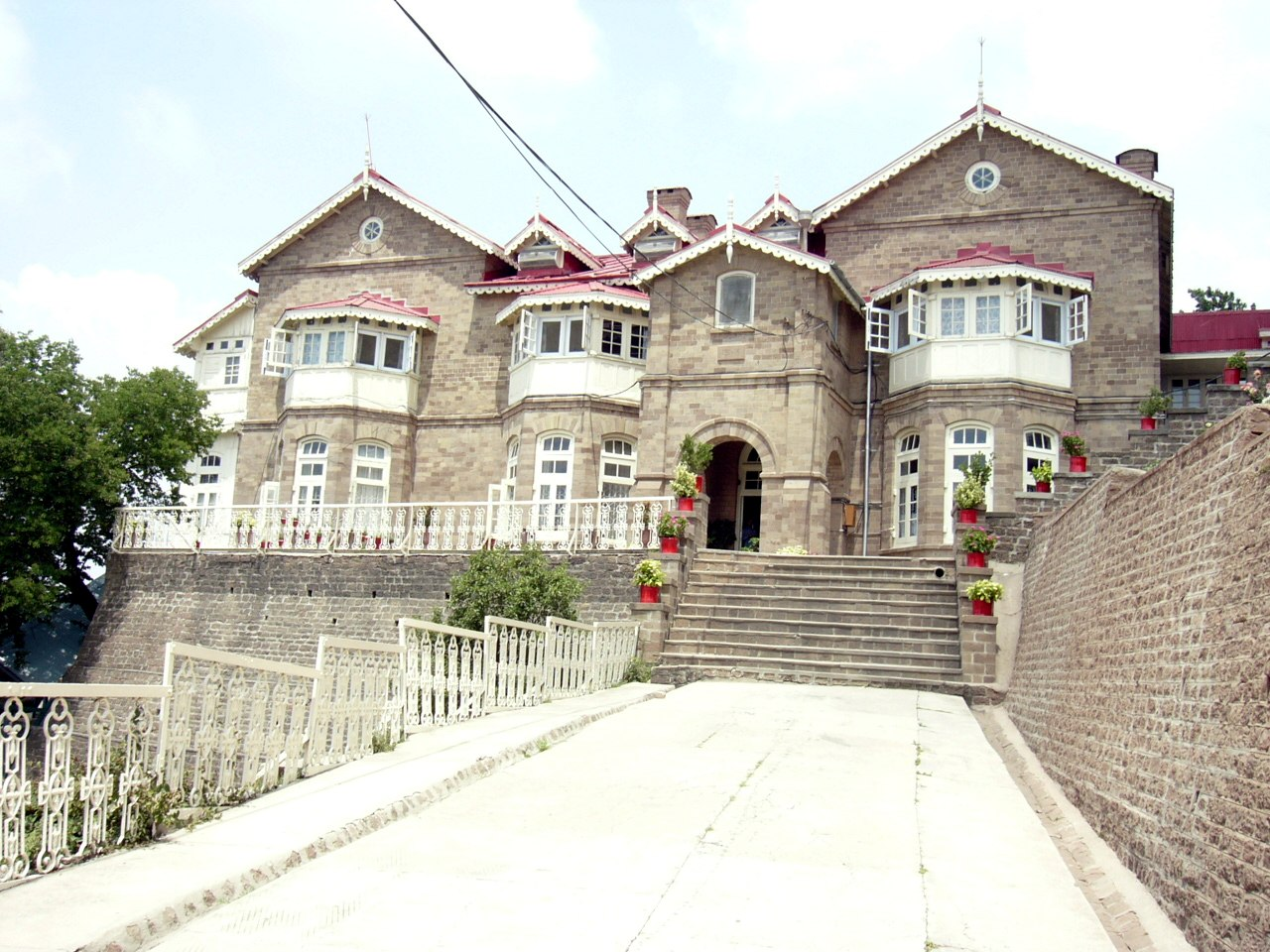
مدرسة دير يسوع ومريم الكاثوليكيَّة في باكستان: درس في المدرسة قادة معروفين وشخصيات باكستانية عامة.

تحوي أندونيسيا على واحدة من أكبر التجمعات المسيحية في العالم الإسلامي. على الرغم من أنَّ نسبة المسيحيين تبلغ 10% من مجموع سكان إندونيسيا، لكن تأثيرهم الاقتصادي ملحوظ ومشاركتهم السياسية آخذة في التزايد على خلفية تجارب سابقة لأحزاب مسيحية اندمجت ضمن أحزاب قومية كبيرة منذ عقود، وقد صُرح لحزبين مسيحيين بالنشاط السياسي وهما حزب السلام والإزهار وحزب حب الديمقراطية للمشاركة في الانتخابات التشريعية. ويعد المسيحيون المجموعة الدينيَّة الأكثر تعلمًا في إندونيسيا حيث وفقًا لدراسة قامت بها مركز بيو للأبحاث عام 2016 تحت اسم الدين والتعليم حول العالم حوالي 15% من المسيحيين في إندونيسيا حاصلين على تعليم عال ومن حملة الشهادات الجامعيَّة، بالمقارنة مع 12% من البوذيين وحوالي 9% من الهندوس وحوالي 7% من المُسلمين في إندونيسيا.
على الرغم من أنَّ نسبة المسيحيين تبلغ 0.3% من مجموع سكان بنغلاديش، لكن تأثيرهم الاجتماعي ملحوظ ومشاركتهم في قطاع التعليم والصحة كبير. يملك المجتمع المسيحي الصغير على حوالي 1,000 مدرسة وحوالي مائة مركز رعاية صحية ومستشفى. ويدير المجتمع المسيحي في بنغلاديش على أكبر بنك تعاوني في دكا. إن نسبة الحاصلين على تعليم عال في بنغلاديش في صفوف المسيحيين هي الأعلى مقارنة مع بقية الطوائف والجماعات الدينية في البلاد. كانت المجتمعات المسيحية الباكستانية الأكثر ثراءً تتكون من الأنجلو-الهنود والكاثوليك الغوان، والذين عاشوا في وقت الاستقلال في المدن الكبرى خصوصاً في مدينة كراتشي، وكانوا يتقنون اللغة الإنجليزية، وحافظوا على سلوكيات ثقافية بريطانية ترتبط بالطبقة العليا ولعبوا أدوراً هامة في الحياة الثقافية والفكرية للبلاد. ويدرس في المدارس المسيحية والكاثوليكية في البلاد، أبناء النخب الاجتماعية والسياسية ومن ضمنها النخب المسلمة، على سبيل المثال لا الحصر درست بينظير بوتو رئيسية وزراء باكستان في السابق في مدرسة دير يسوع ومريم الكاثوليكية في كراتشي. الجمعة العظيمة هي أيضًا عطلة رسمية في ماليزيا الشرقية، لكنها ليست عطلة وطنيّة على مستوى البلاد، وتملك جميع الكنائس المسيحية في ماليزيا العديد من المدارس الثانوية العامة والجامعات والمستشفيات وغيرها من المؤسسات المسيحية، وتستقبل المدارس المسيحية طلاب مسيحيين وطلاب غير مُسلمين على حد سواء.

### أفريقيا جنوب الصحراء

ترأس الأديب والشاعر المسيحي الكاثوليكي ليوبولد سنغور منصب أول رئيس للسنغال، على الرغم من أنها دولة ذات أغلبية مسلمة.

وجدت دراسة الدين والتعليم حول العالم قامت بها مركز بيو للأبحاث عام 2016 تفوق المسيحيون تعليميًا (مع متوسط سنوات دراسة 6.0 سنة) في مناطق أفريقيا جنوب الصحراء على المسلمين (مع متوسط سنوات دراسة 2.6 سنة)،  وعزا بعض علماء الاجتماع ذلك إلى جوانب تاريخية مثل الأنشطة التبشيرية المسيحية خلال فترات الاستعمار الغربي، ويشير روبرت د. ودبيري عالم اجتماع في جامعة بايلور أن المُبشرين البروتستانت في أفريقيا «كان لهم دور فريد في نشر التعليم الشامل» بسبب الأهمية الدينية لدراسة وقراءة الكتاب المقدس، حيث ترجم المُبشرون الكتاب المقدس للغات المحليَّة وأنشأوا المدارس لتعزيز معرفة القراءة والكتابة،  ويشير ناثان نان أستاذ الاقتصاد في جامعة هارفارد أنَّ التعليم «هو المكافأة الرئيسية قبل المبشرين لجذب الأفارقة للمسيحية». كما وشجع المبشرون البروتستانت على تعليم المرأة ومحو الأمية بين النساء.
كان للمسيحيين تأثير اجتماعي وسياسي وتعليمي على الحياة في دول أفريقية جنوب الصحراء ذات الأغلبية المسلمة مثل تشاد ومالي وسيراليون ونيجيريا والسنغال. ويُسيطر المسيحيون على زمام السلطة ومفاصل الاقتصاد والثروة في عدد من هذه الدول، حيث ساهم الاستعمار الفرنسي البريطاني بتمكين ذلك بشكل كبير على ذلك، حيث ركز منذ مجيئه للمنطقة على تكوين وتأهيل واحتواء المجموعات المسيحية التي استفادت كثيراً من مطامع السلطة ومكاسبها بعد استقلال البلاد حيث كان المسيحيون هم الأكثر تعليماً وتكويناً. ونشرت البعثات التبشيريّة الحضارة الغربية، والنموذج الأوروبيّ للتنمية. وانتشرت المدارس المسيحية والتي اعتمدت مناهج تعليميّة في اللغة الفرنسية والإنجليزية.